# Systematyka gleb Polski
Systematyka gleb Polski – systematyka gleb opracowywana przez Polskie Towarzystwo Gleboznawcze dla gleb z obszaru Polski.
Systematyka gleb jest stworzonym przez człowieka systemem porządkującym ogromną różnorodność gleb w przyrodzie. Zazwyczaj opiera się ona na określonych kryteriach lub grupie kryteriów, według których dzieli się gleby. Powinna ona być logiczna, prosta i zrozumiała oraz praktyczna. Może przybrać formę typologiczną, gdzie porównuje się daną glebę do opisanych wzorców i przyporządkowuje na podstawie podobieństwa, tak jak to było w pierwszych wydaniach sgP. Może także przybrać formę klasyfikacji, gdzie podążając za kluczem, wyklucza się lub potwierdza występowanie ściśle określonych cech, a przez to, metodą eliminacji, dochodzi się do nazwania danej gleby, tak jak to się dzieje we wielu współczesnych systematykach.
Systematyka gleb Polski w kolejnych odsłonach zawsze odzwierciedlała polską myśl gleboznawczą. Mając za podstawę powstałą jeszcze przed I wojną światową, oryginalną klasyfikację gleb Polski, stworzoną przez prof. Sławomira Miklaszewskiego, zawsze utrzymywała ona równowagę pomiędzy podejściem genetyczno-geograficznym, substancjonalnym i geologiczno-petrograficznym. Z czasem, zgodnie ze światowymi trendami, pojawiło się w niej coraz więcej zapożyczeń z międzynarodowej klasyfikacji FAO/UNESCO (później klasyfikacji WRB) oraz amerykańskiej Soil Taxonomy, lecz zawsze odzwierciedlała ona polską specyfikę pokrywy glebowej oraz należyte znaczenie przypisywane skale macierzystej.
To wielostronne spojrzenie na glebę przejawiało się tym, że niezmiennie, przez kilkadziesiąt lat, we wszystkich wydaniach systematyki, każda gleba była opisywana przede wszystkim przez trzy charakterystyki:
- typ gleby (wraz z podtypami) opierający się na kryteriach genetycznych, odzwierciedlający wygląd profilu glebowego (będącego efektem działania procesów glebotwórczych, które powstają pod wpływem czynników glebotwórczych, m.in. klimatu lub wody) powstałego z określonego materiału macierzystego w określonych warunkach środowiska. Typ gleby jest podstawową, najważniejszą jednostką w systematyce gleb. Typy zazwyczaj grupuje się we większe kategorie (klasy, rzędy, działy);
- rodzaj gleby opierający się na kryteriach geologiczno-petrograficznych, odzwierciedlający geologiczne pochodzenie skały macierzystej wraz z jej mineralogią i właściwościami fizyko-chemicznymi;
- gatunek gleby, czyli uziarnienie, opierający się na kryteriach geologiczno-petrograficznych, opisujący wielkość cząstek, z których składa się masa glebowa[1].

## Założenia i budowa kolejnych wydań systematyki gleb Polski
Pierwsze wydanie systematyki gleb Polski (sgP) zostało opublikowane w 1956 r. i dotyczyło głównie typologii gleb ornych. Było ono pierwszą polską systematyką bazującą w pierwszym rzędzie na, zapoczątkowanej przez W.W. Dokuczajewa, szkole geograficzno-genetycznej, rozpatrującej gleby jako efekt działania procesów glebotwórczych. Celem jego powstania, oprócz podsumowania naukowego dorobku gleboznawstwa polskiego i światowego, było opracowanie podstaw do wykonywania szczegółowych map glebowych w skali 1:5000 i 1:10000. Wydane trzy lata później drugie wydanie sgP było poszerzeniem oryginalnej publikacji i nie zawierało istotnych różnic w treści. Trzecie wydanie systematyki z 1974 r. brało pod uwagę międzynarodowe opracowania, takie jak opracowana przez FAO i UNESCO Mapa gleb świata, a także szersze niż poprzednia systematyka, spektrum cech i właściwości gleb, i obejmowało już wszystkie gleby kraju. Gleby zgrupowano w jednostki systematyczne na podstawie ich genezy i dominujących procesów glebotwórczych. Poszczególnym typom i podtypom są przyporządkowane naturalne, odpowiadające im zbiorowiska roślinne. W opublikowanym w 1989 r. czwartym wydaniu systematyki gleb Polski, podobnie jak we wcześniejszych, gleby pogrupowano według dominujących procesów glebotwórczych i, będących ich efektem, układów poziomów genetycznych w profilu. Wzorując się jednak na amerykańskiej Soil Taxonomy (1975), by zlikwidować subiektywizm przydzielania gleby do danego rzędu, typu lub podtypu, wprowadzono również do systematyki, wydzielane na podstawie wymiernych, liczbowo ujętych cech, poziomy diagnostyczne (wyróżniające) gleb. W stosunku do wcześniejszego wydania stworzono lub usunięto część jednostek systematycznych, a także częściowo zmieniono pogrupowanie typów gleb w wyższe jednostki (typy łączą się w rzędy, te w działy). Czwarte wydanie systematyki, mimo nie rezygnowania z polskiej myśli gleboznawczej, wyrażającej się w ujęciu genetyczno-przyrodniczym gleb, szeroko czerpie z amerykańskiej Soil Taxonomy oraz klasyfikacji gleb FAO/UNESCO.
Piąte wydanie sgP opublikowano w 2011 r. Wyraźnie nawiązuje ono do międzynarodowych systemów klasyfikacyjnych (WRB, 2006; Soil Taxonomy, 1999). Zrezygnowano z wykorzystania procesów glebotwórczych w klasyfikacji (brak działów gleb). W zamian, tam gdzie to tylko możliwe, szeroko zastosowano mierzalne kryteria ilościowe pod postacią powierzchniowych (epipedony) i podpowierzchniowych (endopedony) poziomów diagnostycznych, a także mineralnych i organicznych diagnostycznych materiałów glebowych i diagnostycznych właściwości gleb. W stosunku do poprzedniego wydania, znacząco przeorganizowano układ typów i podtypów, które łączą się w, wydzielane na podstawie obecności określonych poziomów diagnostycznych, rzędy gleb. Przez to np. mady lub rędziny nie grupuje się już razem (wspólny czynnik glebotwórczy), lecz, w zależności od występowania określonych poziomów diagnostycznych, są one w rzędach gleb słabo ukształtowanych, brunatnoziemnych lub czarnoziemnych. Zmieniono też całkowicie koncepcje podziału gleb organicznych.
w 2019 r. wydano szóste wydanie sgP. Jest ono kontynuacją poprzedniego wydania w stosowaniu liczbowo określonych poziomów, właściwości i materiałów diagnostycznych do klasyfikacji lecz, podobnie jak poprzednio, wskaźniki starano się dobierać tak by odzwierciedlały naturalne i antropogeniczne procesy formujące gleby. Przez to w swej istocie jest to klasyfikacja przyrodniczo-genetyczna, która wciąż nawiązuje do tradycji gleboznawstwa polskiego i uwypukla pewne charakterystyczne dla Polski specyfiki. Na systematykę pewien wpływ wywarły także klasyfikacja gleb WRB (2015), Soil Taxonomy (2014) oraz klasyfikacja gleb leśnych Polski (2000). Podstawową jednostką systematyczną są nadal typy gleb, łączone w rzędy, dzielące się na podtypy. Zmniejszono liczbę rzędów do 9 i typów do 30 i wprowadzono eliminacyjny klucz do ich wydzielania. Wprowadzono hierarchiczną listę podtypów definiowanych według nowej koncepcji. Oprócz niehierarchicznych kategorii rodzaju i gatunku wprowadzono nową – odmiany gleb. Poszerzona definicja gleby pociągnęła za sobą rozszerzenie zakresu klasyfikacji gleb technogenicznych. Dodatkowo stworzono nowy podtyp dla ogłowionych gleb płowych, gleby powstałe na silnie węglanowych utworach limnicznych włączono do rędzin i zmieniono koncepcje wydzielania gleb słonych. Aby uniknąć nieporozumień przy porównywaniu poziomów diagnostycznych wydzielanych według różnych klasyfikacji (generalnie o zbliżonych charakterystykach lecz posiadających niewielkie różnice) w sgP ich nazwy zostały „spolszczone” (zamiast końcówki -ic stosuje się -ik, np. poziom histik).
Wszystkie wydania systematyki gleb Polski były opracowane przez, działającą ciągle przy Polskim Towarzystwie Gleboznawczym, Komisję Genezy, Klasyfikacji i Kartografii Gleb (KGKKG).

## Szóste wydanie systematyki z 2019 roku
Szóste wydanie systematyki gleb Polski według PTG jest obowiązującą na obszarze Polski od 2019 r. systematyką gleb.

### Założenia
Systematyka gleb Polski ma budowę hierarchiczną dla jednostek na wyższym poziomie podziału (rzędy → typy → podtypy) i jest uzupełniona o niehierarchiczne, fakultatywne jednostki na niższym poziomie podziału (odmiany, rodzaje i gatunki gleb). Rzędy i typy gleb mają ściśle zdefiniowane, niepowtarzalne definicje i są wydzielane na podstawie eliminacyjnego klucza do rzędów, typów i podtypów. Podtypy również mają ustalone definicje, lecz mogą występować w różnych typach, dla każdego w ustalonej (hierarchicznej) w kluczu kolejności. Odmiany, rodzaje i gatunki podaje się opcjonalnie dla wszystkich hierarchicznie wydzielonych jednostek gleb, jeżeli tylko spełniają ustalone dla nich kryteria i jest potrzeba/możliwość tak szczegółowego opisu gleb.
| Rząd    | Wyróżniany na podstawie obecności lub braku poziomów diagnostycznych odzwierciedlających działanie określonych zespołów procesów glebotwórczych w określonych warunkach. Wyróżniono 9 rzędów. |
| Typ     | Podstawowa jednostka klasyfikacyjna, posiadająca określony układ poziomów genetycznych i wytworzona z określonego materiału macierzystego w określonych warunkach środowiska. Posiada zbliżone właściwości fizykochemiczne i biologiczne, typ próchnicy i poziom troficzności. Wyróżniono 30 typów. |
| Podtyp  | Pokazuje różnorodność, mających istotne znaczenie, cech morfologicznych i fizykochemicznych typów gleb. Podtypy mogą być typowe — reprezentujące najbardziej charakterystyczny dla typu zestaw cech; równoważne — wyróżniane gdy jest więcej niż jeden charakterystyczny dla typu podtyp; priorytetowe — z cechami o kluczowym znaczeniu dla interpretacji genezy lub właściwości gleby, mają samodzielne nazwy (pomijające nazwę typu) i zazwyczaj nie łączą się z innymi podtypami; przejściowe — mają cechy innego typu gleb lecz uważane za mniej istotne lub słabiej (lub zbyt głęboko) wyrażone; uzupełniające — ze szczególną ekspresją specyficznych cech, właściwości lub materiałów. Wydziela się maksymalnie dwa podtypy. Wyróżniono 183 podtypy dla danych typów na podstawie 62 unikatowych definicji podtypu. |
| Odmiana | Niehierarchiczna, dodatkowa jednostka do zaznaczenia drugoplanowych cech litogenicznych lub pedogenicznych, szczególnie silnej lub słabej ekspresji istotnych cech, ograniczeń użytkowania, przekształcenia przez człowieka lub potencjalnej wartości siedliskowej. Mogą być ustalane dla wszystkich typów gleb, jeżeli tylko spełniają definicję danej odmiany, w zamian za wydzielenie trzeciego i kolejnych podtypów lub podtypu nieistniejącego w kluczu dla danego typu. Wyróżniono 62 odmiany. |
| Rodzaj  | Grupuje gleby według materiałów macierzystych, z których wytworzyła się gleba, podając wiek, genezę i rodzaj materiału macierzystego. Wydzielono 20 jednostek wieku, 16 — genezy i 75 — rodzajów. |
| Gatunek | Grupuje gleby na podstawie uziarnienia (składu granulometrycznego) gleby (uwzględniając zróżnicowanie w profilu gleby) według podziału na grupy granulometryczne według Klasyfikacji uziarnienia gleb Polski (2009). |

Symbole głównych warstw i poziomów genetycznych w glebie pozostały bez zmian w stosunku do poprzedniego wydania: O — poziomy i warstwy organiczne, M — poziom murszowy, L — poziomy i warstwy osadów podwodnych (limnicznych), A — poziom próchniczny, E — poziom wymycia (eluwialny), В — poziom wzbogacania i podpowierzchniowego przeobrażenia struktury, С — materiał macierzysty gleby mineralnej lub mineralne podłoże gleby organicznej, G — poziom glejowy, R — lite podłoże skalne. Nowością jest symbol dodatkowy w randze „poziomu” głównego − W −warstwa wody stale obecna ponad glebą organiczną lub mineralną. 
Klasyfikacja została oparta na obiektywnie wyodrębnionych kryteriach, na które złożyły się:
- poziomy diagnostyczne: powierzchniowe, organiczne: folik, histik, murszik; powierzchniowe mineralne: antrik, arenimurszik, hortik, mollik, umbrik; podpowierzchniowe: albik, argik, eluwik, kalcik, kambik, rubik, siderik, spodik, wertik.
- diagnostyczne materiały glebowe: materiał organiczny; materiał mineralny; torfy: torf fibrowy, torf hemowy, torf saprowy; materiały limniczne: gytia organiczna, gytia węglanowa, wapień łąkowy, muł limnetyczny, muł telmatyczny; mineralne: materiał deluwialny, materiał fluwialny, materiał gruboszkieletowy, materiał siarczkowy; antropogeniczne: artefakty, głęboki materiał nasypany.
- diagnostyczne właściwości gleb: fragipan, geomembrana, głębokie wymieszanie, lamelle, lita skała, lita skała technogeniczna, nieciągłość litogeniczna, orsztyn, placik, ruda darniowa, właściwości gruntowo-glejowe, właściwości opadowo-glejowe, zasolenie, zasolenie z sodyfikacją, sodyfikacja, zaciekowość eluwialna, zakwaszenie siarczanowe.

### Systematyka gleb
- Rząd 1. Gleby słabo ukształtowane (S)

- Typ 1.1. Gleby inicjalne (SI)

Litosole: A-R, AC-P, O-R; Rędziny inicjalne skaliste: A-Rca(cs), ACca(cs)-Rca(cs), O-Rca(cs); Rędziny inicjalne rumoszowe: A-Caq, ACaq-Caq, O(q)-Caq; Mady inicjalne: (A)C1-C2; Gleby inicjalne rumoszowe: A-Cq, ACq-Cq,O-Cq,O/Cq-Cq; Gleby inicjalne luźne: O-C, AC-C, A(E,B)-C
- Typ 1.2. Rankery (SQ)

Rankery typowe: A-C(q)-R, AC-Cq-R; Rankery próchniczne: Ah-C(q)-R; Rankery zbrunatniałe: A-BwC(q)-R; Rankery zbielicowane: A-AE-Bs(hs)-C(q)-R; Rankery butwinowe: O-A-C(q)-R
- Typ 1.3. Rędziny właściwe (SR)

Rędziny właściwe typowe: (O-)ACca-Cca-Rca, (O-)A-BCca-Rca, (O-)ACcs-Ccs-Rcs, (O-)A-BCcs-Rcs; Pararędziny właściwe: (O-)A-(BCca,k-)C(ca,ck); Rędziny właściwe rumoszowe: (O-)A(caq)-Caq; Rędziny właściwe pojeziorne: A(ca)-Lm, A(ca)-Lcca, M-Lm; Rędziny właściwe próchniczne: (O-)Ah-(BCca)Cca-Rca, (O-)Ah-(BCcs)Ccs-Rcs; Rędziny właściwe butwinowe:)-A-Cca-Rca
- Typ 1.4. Mady właściwe (SF)

Mady właściwe typowe: (O-)A-(BC-)C1-C2...; Mady właściwe próchniczne: (O-)A(h,p)-C1-C2...; Mady właściwe gruntowo-glejowe: (O-)A-C-Cgg-G; Mady właściwe opadowo-glejowe: (O-)A-Cg1-Cg2...
- Typ 1.5. Gleby deluwialne właściwe (SL)

Gleby deluwialne właściwe typowe: (O-)A-(A2)-...-(2Ab/Ob)-2C; Gleby deluwialne właściwe próchniczne: (O-)A(h,p)-(A2)-...-(2Ab)-2C; Gleby deluwialne właściwe natorfowe: Ap-AC-2O(e, i, a)-3G,Ap-AC-2M-3G; Gleby deluwialne właściwe gruntowo-glejowe: (O-)Ap-A-Agg-...-(2Abgg)-2Cgg(-G); Gleby deluwialne właściwe opadowo-glejowe (O-)Ap-A-Ag-...-(2Abg)-2Cg
- Typ 1.6. Arenosole (SN)

Arenosole typowe: (O-)A-C; Arenosole murszowate: (O-)Au(p)-C-Cgg; Arenosole próchniczne: (O-)A(p)-C; Arenosole rdzawe: (O-)A(p)-BvC-C; Arenosole zbielicowane: O-AE-(E-)B(s,hs)(C)-C; Arenosole gruntowo-glejowe: (O-)A-C-Cgg(-G)
- Typ 1.7. Regosole (SY)

Regosole typowe: (O-)A-C(-R); Regosole murszowe: (O-)Aq-Cq(-R); Regosole próchniczne: (O-)A(h,p)-C; Regosole zbrunatniałe: (O-)A-BwC-C; Regosole zbielicowane: O-AE-(E-)B(s, hs)-C
- Rząd 2. Gleby brunatnoziemne (B)

- Typ 2.1. Gleby brunatne (BB)

Gleby brunatne  właściwe: A(p)-Bw-C(ca, k)(-R); Gleby brunatne wyługowane: A(p)-Bw-C(ca, k)(-R), A(p)-Btw-C(k); Gleby brunatne zbielicowane: A-AE(-Es)-Bs(hs)w-Bw-C; Gleby brunatne kwaśne: A(p)-Bw-C(-R); Gleby brunatne próchniczne: (O-)A(h, p)-Bw-C(ca, k); Gleby brunatne gruntowo-glejowe: (O-)A-Bw(gg)-Cgg; Gleby brunatne opadowo-glejowe: A-Bw(g)-Cg; Gleby brunatne rumoszowe: (O-)A(q)-Bwq-Cq(-R)
- Typ 2.2. Rędziny brunatne (BR)

Rędziny brunatne  typowe: (O-)A-Bwca-Cca(-Rca), (O-)A-Bwcs-Ccs(-Rcs); Pararędziny brunatne: (O-)A-Bwca-Cca, (O-)A-Bwck-Cck; Rędziny brunatne  rumoszowe: (O-)Aq-Bwcaq-Ccaq(-Rca); Rędziny brunatne próchniczne: (O-)A(h,p)-Bwca-Cca(-Rca), (O-)A(h,p)-Bwk-Ck, (O-)A(h,p)-Bwcs-Ccs(-Rcs)
- Typ 2.3. Mady brunatne (BF)

Mady brunatne typowe: A-Bw-C1-C2...; Mady rdzawe: A-Bv-C1-C2...; Mady brunatne próchniczne: A(h,p)-B(w,v)-C1-C2...; Mady brunatne gruntowo-glejowe: A-B(w,v)-Cgg(-G); Mady brunatne opadowo-glejowe: A-Bw(g)-Cg1-Cg2...; A-Bw(g)-Cg-Cgg
- Typ 2.4. Gleby ochrowe (BH)

Gleby ochrowe typowe: (O-)A-Bo-C; Gleby ochrowe próchniczne: (O-)A(h,p)-Bo-C; Gleby ochrowe gruntowo-glejowe: (O-)A-Bo-Cgg(-G)
- Typ 2.5. Gleby rdzawe (BV)

Gleby rdzawe typowe: (O-)A(p)-Bv-C; Gleby rdzawo-brunatne: (O-)A(p)-Bvw-C, (O-)A(p)-Bv-C-C2 lub 2C; Gleby rdzawe zbielicowane: O-AE(-Ees)-B(s, hs)-Bv-C; Gleby rdzawe próchniczne: (O-)A(h, p)-Bv-C; Gleby rdzawe gruntowo-glejowe: (O-)A-Bv-Cgg
- Rząd 3. Gleby bielicoziemne (L)

- Typ 3.1. Gleby bielicowe (LA)

Gleby bielicowe typowe: O(l,f,h)-Ah(-AE)-Es-B(h, hs,s)-C; Bielice: O(l,f,h)-Es-Bh-Bhs-Bs-C; Glejobielice: O-Es-Bh-Bhs(gg)-Bs(gg)-G; Gleby glejobielicowe: O-Ah-Es-B(h, hs)(gg)-Bsgg-G; Stagnobielice: O-Esg-B(h,hs)(g)-Bsg-C(g); Gleby stagnobielicowe: O-Ah-Esg-B(h, hs)(g)-Bsg-C(g); Gleby bielicowe torfowe: O(i, e, a)-(A-)Esgg-B(h, hs)(gg)-Bsgg-G, O(i, e, a)-(A-)Esg-B(h, hs)(g)-Bsg-C(g); Gleby bielicowe murszowe: (O-)M-(A-)Es(gg)-B(h, hs)(gg)-Bsgg-Cgg, (O-)M-(A-)Es(g)-B(h, hs)(g)-Bsg-Cg; Gleby bielicowe murszowate: (O-)Au-(Es-)B(h, hs)-Bs(gg)-Cgg; Gleby bielicowe torfiaste: O-A/O(i,e)-Es-B(h, hs,s)(gg)-Cgg; Gleby bielicowe orsztynowe: O-AE-Es-Bh-Bsm-Bs-C, O-Es-Bh-Bhsm-Bs-C; Gleby skrytobielicowe: O-A-B(h,hs,s)-C; Gleby bielicowe rumoszowe: O-Ahq-Esq-B(h, hs,s)q-Cq(-R)
- Rząd 4. Gleby płowoziemne (P)

- Typ 4.1. Gleby płowe (PP)

Gleby płowe typowe: (O-)A-Et-Bt-C(ca,k); Gleby płowe zerodowane: Ap-Bt-C(ca,k); Gleby płowe dwudzielne: (O-)A-Et-(Et^-)2Bt-2C(ca,k); Gleby płowe lamellowe: (O-)A-Et-Btl-C; Gleby płowe próchniczne: A(h,p)(-Et)-Bt-C(ca,k); Gleby płowe zbrunatniałe: A-Bw(-Et)-Bt-C; Gleby płowe rdzawe: A-Bv(-Et)-2Bt-2C; Gleby płowe zbielicowane: O-AE(-Es)-B(s,hs)-Bt-C; Gleby płowe wertikowe: (o-)A-Et-Bt-2Big-2C(k,g); Gleby płowe podmokłe: (O-)A-Et(gg)-Btgg-Cgg(-G); Gleby płowe gruntowo-glejowe: (O-)A-Et-Bt(gg)-Cgg(-G); Gleby płowe opadowo-glejowe: (O-)A-Et(g)-Btg-C(g); Gleby płowe zaciekowe: (O-)A-Et-E/Bt-Bt-C
- Rząd 5. Gleby czarnoziemne (C)

- Typ 5.1. Czarnoziemy (CC)

Czarnoziemy typowe: Ap-A-AC-C(c)k; Czarnoziemy wyługowane: Ap-(A-)AC-C-Ck; Czarnoziemy iluwialne: Ap-(A-)Bt-(C-)Ck; Czarnoziemy zbrunatniałe: Ap-(AB-)Bw-(C-)Ck; Czarnoziemy opadowo-glejowe: Ap-(A-)Ckg
- Typ 5.2. Czarne ziemie (CD)

Czarne ziemie typowe: Ap(-A)-Ckgg, Ap(-A)-Cgg-L(cca,m), Ap(-A)-Ckg; Czarne ziemie murszowate: A(p)u-(C-)C(k,ca)gg; Czarne ziemie wyługowane: Ap(-A)-(C-)C(k,ca)gg; Czarne ziemie podmokłe: Ap(gg)-C(k,ca)gg(-G); Czarne ziemie iluwialne: Ap(-A)-Bt(g)-C(k)(g,gg); Czarne ziemie zbrunatniałe: Ap(-A)-Bw-C(k)(g,gg); Czarne ziemie wertikowe: Ap(-A)-Bi(g)-C(k)(g,gg), Czarne ziemie kalcikowe: Ap(-A)-Cck(g,gg)
- Typ 5.3. Rędziny czarnoziemne (CR)

Rędziny czarnoziemne typowe: (O-)A(p,ca)-Cca(-Rca), (O-)A(p,cs)-Ccs(-Rcs); Rędziny czarnoziemne pojeziorne: Ap(ca)-Lm, Ap(ca)-Lcca; Rędziny czarnoziemne zbrunatniałe: (O-)A(p)-Bw(ca)-Cca(-Rca), (O-)A(p)-Bw(cs)-Ccs(-Rcs)
- Typ 5.4. Mady czarnoziemne (CF)

Mady czarnoziemne typowe: A(p)(-A)-C1-C2(gg)...; Mady czarnoziemne zbrunatniałe: A(p)-Bw-C1-C2(gg)...; Mady czarnoziemne rdzawe: A(p)-Bv-C1-C2(gg)...; Mady czarnoziemne gruntowo-glejowe: A(p)-C1gg-C2gg(-G); Mady czarnoziemne opadowo-glejowe: A(p)(-B)-Cg-C(g,gg)
- Typ 5.5. Gleby deluwialne czarnoziemne (CL)

Gleby deluwialne czarnoziemne typowe: Ap-(A)-(A2)-(2Ab)-2C; Gleby deluwialne czarnoziemne natorfowe: Ap-A-2O((e, i, a)-3G, Ap-A-2M-3G; Gleby deluwialne czarnoziemne gruntowo-glejowe: Ap-A-(Agg-)(2Abgg)-2Cgg(-G); Gleby deluwialne czarnoziemne opadowo-glejowe: Ap-A-Ag-(2Abg)-2Cg
- Typ 5.6. Gleby murszowate (CU)

Gleby murszowate typowe: (O-)A(p)u-C-Cgg; Gleby murszaste: (O-)A(p)u-C-Cgg; Gleby murszowate rdzawe: (o-)A(p)u-Bv-C-Cgg; Gleby murszowate bielicowe: (O-)A(p)u-(Es-)Bhs-C-Cgg; Gleby murszowate rudawcowe: (O-)A(p)u-Brm-(C-)Cgg; Gleby murszowate podmokłe: (O-)A(p)u-Cgg(-G)
- Typ 5.7. Gleby szare (CS)

Gleby szare typowe: (O-)A(p,h)-C; Umbrisole: (O-)A(p,h)-C; Gleby szare zbrunatniałe: (O-)A(p,h)-Bw-C; Gleby szare iluwialne: (O-)A(p,h)-Bt-C; Gleby szare bielicowe: (O-)A(p)-(E-)Bhs-C; Gleby szare gruntowo-glejowe: (O-)A(p,h)-C-Cgg; Gleby szare opadowo-glejowe: A(p,h)-Cg
- Rząd 6. Gleby pęczniejące (W)

- Typ 6.1. Wertisole (WW)

Wertisole typowe: A-Big-Cg; Wertisole czarnoziemne: Ap-Bi(g)-Cg; Wertisole gruntowo-glejowe: (O-)A-Bi(g,gg)-Cgg(-G)
- Rząd 7. Gleby glejoziemne (G)

- Typ 7.1. Gleby gruntowo-glejowe (GG)

Gleby gruntowo-glejowe typowe: A-G; A-Cgg-G; Gleby gruntowo-glejowe podwodne: W-(O-)G; Gleby gruntowo-glejowe torfowe: O(i,e,a)-(A-)G; Gleby gruntowo-glejowe gytiowe: A-Lc-G; Gleby gruntowo-glejowe mułowe: Ll-G; Gleby gruntowo-glejowe murszowe: M-(A-)G, M-(A-)Cgg(-G); Gleby gruntowo-glejowe murszowate: (O-)Au-G, Au-Cgg-G; Gleby gruntowo-glejowe torfiaste: A/O(e,a)-Cgg(-G); Gleby gruntowo-glejowe próchniczne: A(p)-Cgg(-G); Gleby gruntowo-glejowe zbielicowane: O-AE(-Es)-B(s,hs)(gg)-Cgg(-G); Gleby gruntowo-glejowe rudawcowe: (O-)A-Brm-Cgg(-G)
- Typ 7.2. Gleby opadowo-glejowe (GO)

Gleby opadowo-glejowe typowe: (O-)A-Cg; Gleby epiglejowe: (O-)A(g)-Cg-Cdg(Bplg)-(2)C; Gleby amfiglejowe: (O-)A(g)-Cg-Cgg(-G); Gleby opadowo-glejowe murszowe: M-(Ahg)Cg; Gleby opadowo-glejowe torfiaste: A/O(a,e)-Cg; Gleby opadowo-glejowe zbielicowane: O-AE_-Es)-B(s,hs)(g)-Cg
- Rząd 8. Gleby organiczne (O)

- Typ 8.1. Gleby torfowe (OT)

Gleby torfowe fibrowe: Oi-O(i,e,a)(-G); Gleby torfowe hemowe: Oe-O(i,e,a)(-G); Gleby torfowe saprowe: Oa-O(i,e,a)(-G); Gleby torfowe murszowe: M-O(i,e,a)(-G); Gleby torfowe gytiowe: O(i,e,a)-Lc(ca)(-G); Gleby torfowe mułowe: O(i,e,a)-Ll-G; Gleby natorfowe: (O-)(A)C-O(i,e,a)(-G)
- Typ 8.2. Gleby limnowe (OJ)

Gleby gytiowe: A-Lc-G; Gleby mułowe: A-Ll-G; Gleby limnowe podwodne: W-(O-)L(c,l,m)-G; Gleby limnowe torfowe: O(i,e,a)-L(c,l,m)-G, L(c,l,m)-O(e,a)-G; Gleby limnowe murszowe: M-L(c,l,m)-G
- Typ 8.3. Gleby murszowe (OM)

Gleby namurszowe: (A,C)-M-(Oi,e,a-)Cgg(-G); Gleby murszowe fibrowe: M-Oi-Cgg(-G); Gleby murszowe hemowe: M-Oe-Cgg(-G); Gleby murszowe saprowe: M-Oa-Cgg(-G); Gleby murszowe gytiowe: M-(O-)Lc-Cgg(-G); Gleby murszowe mułowe: M-Ll-Cgg(-G); Gleby murszowe płytkie: M-(O-)Cgg(-G)
- Typ 8.4. Gleby ściółkowe (OE)

Gleby ściółkowe typowe: O(l,f,h)-Ah-(E, B-)C; Gleby ściółkowe skaliste: O-R; Gleby ściółkowe rumoszowe: O-Oq(-R); Gleby ściółkowe rędzinowe: O-Rca, O-Ocaq(-Rca)
- Rząd 9. Gleby antropogeniczne (A)

- Typ 9.1. Gleby kulturoziemne (AK)

Hortisole: Ap-A(a)-(Bw,v-)C; Antrosole: Ap-A(a)-(Bw,v-)C; Rigosole: Ap-A(a)-C, Ap-O/C-C, Ap-A/C-C; Gleby kulturoziemne gruntowo-glejowe: Ap-A(a)-Cgg(-G)
- Typ 9.2. Gleby technogeniczne (AX)

Ekranosole: Ra-Ca(-Ab-Bb-C); Urbisole: Aa-Ca-C, Aa-Ca(-2Bb-2C); Industriosole: Aa(q)-Ca(q), Aa-Ca-C; Edifisole: A(O-)-Ra; Konstruktosole: Aa-Ca-Ca#(-C); Aggerosole: Aa-Ca1-(Ca2-)...; Turbisole: A(p)-A/B(a)-C, (O-)A(p)-A/C(a)-C; Gleby technogeniczne próchniczne: Ah(a)-Ca(-C), A(a)u-Ca(-C); Gleby technogeniczne gruntowo-glejowe: A(a)-Ca-Cgg(-G); Gleby technogeniczne opadowo-glejowe: A(a)-Cag

### Aneks
W aneksie załączono Przewodnik terenowy do opisu gleb. Zawiera on informacje jak poprawnie wykonać odkrywkę glebową oraz informacje wskazane do zapisania przy opisie (często z zamkniętą listą możliwości). 
Lokalizacja i informacje o środowisku: numer, data, autor, współrzędne geograficzne, wysokość n.p.m., lokalizacja wg podziału administracyjnego i według regionalizacji, forma rzeźby terenu i usytuowanie odkrywki, nachylenie, ekspozycja, pokrycie powierzchni wychodniami, odłamkami skał lub antropogenicznymi warstwami uszczelniającymi, materiał macierzysty (wiek, geneza, rodzaj utworu lub skały), erozja i ruchy masowe, powodzie i zastoiska, woda gruntowa i melioracje, użytkowanie, typ torfowiska, typ próchnicy, typ siedliskowy lasu, kompleks przydatności rolniczej, klasa bonitacyjna gruntów rolnych, typ i podtyp według PTGleb i innych klasyfikacji, roślinność, rysunek. 
Charakterystyka poziomów glebowych: głębokość, przejście, barwa, uziarnienie (według PTGleb. 2008), odłamki szkieletowe, struktura, układ (zbitość), scementowanie i zagęszczenie, węglany, odczyn, wilgotność, oglejenie, otoczki i nagromadzenia na agregatach, korzenie, fauna glebowa, diagnostyczne poziomy i materiały. 
Inne cechy gleby: nieciągłości litopedogeniczne, artefakty, lita warstwa technogeniczna i geomembrana, ułożenie odłamków, ciągłość poziomu lub warstwy, zacieki eluwialne, warunki redukcyjne (reakcja na dipirydyl), szczeliny, opór penetracji gleby, konsystencja, stopień rozkładu torfu. 

## Piąte wydanie systematyki z 2011 roku
Piąte wydanie systematyki gleb Polski według PTG obowiązywało w Polsce od 2011 do 2019 r. 

### Założenia
Systematyka gleb Polski ma budowę hierarchiczną. Idąc ku zwiększeniu liczby cech wyróżniających, wyróżniono trzy kategorie: rzędy, typy i podtypy. Ponadto w badaniach gleboznawczych i kartografii gleb wyróżnia się rodzaje, gatunki, zespoły i fazy glebowe.
| Rząd                   | Wyróżniany na podstawie obecności lub braku poziomów diagnostycznych bądź cech charakterystycznych, odzwierciedlających działanie określonych zespołów procesów glebotwórczych. |
| Typ                    | Podstawowa jednostka klasyfikacyjna, posiadająca określony układ głównych poziomów genetycznych, zbliżone właściwości chemiczne, fizyczne i biologiczne, jednakowy rodzaj wietrzenia i przemieszczania się i depozycji jego produktów, a także podobny typ próchnicy i stopnień troficzności. |
| Podtyp                 | Wydzielany, gdy na cechy głównego procesu glebotwórczego nakładają się dodatkowo cechy innego procesu, modyfikujące właściwości fizyczne, chemiczne i biologiczne danej gleby. Podtypy mogą być typowe — reprezentujące centralną koncepcję typu; przejściowe — mające cechy na pograniczu z innymi rzędami lub typami (często wynik procesów powodujących rozwój od jednej kategorii gleby do innej); mające cechy jednego lub więcej innych typów, wyrażone jedynie w części profilu gleby (np. oglejenie w dolnej części profilu). |
| Rodzaj                 | Grupuje gleby według genezy i właściwości materiałów macierzystych, z których wytworzyła się gleba (zgodnie z sgP z 1989 r.). |
| Gatunek                | Grupuje gleby na podstawie uziarnienia całego profilu utworu glebowego według podziału na grupy granulometryczne, przyjęte przez Polskie Towarzystwo Gleboznawcze (2009). |
| Zespół glebowy (seria) | Najniższa kategoria systematyczna gleb, obejmująca gleby charakteryzujące się poziomami diagnostycznymi analogicznymi pod względem cech wyróżniających i ich układu w profilu, wytworzonymi z tych samych materiałów macierzystych, czyli zbiór pedonów mających poziomy glebowe podobne pod względem barwy, struktury, uziarnienia, odczynu, składu chemicznego i ich układu w profilu. |
| Faza glebowa           | W kartografii gleb jest to jednostka grupująca gleby mające określone właściwości, wpływające na użytkowanie gleb oraz rolniczą i pozarolniczą przydatność gleb (najczęściej na podstawie erozji gleb, spadków terenu, kamienistości, miąższości poziomu próchnicznego i jego uziarnienia). Może być wyróżniana dla każdej kategorii systematycznej (rzędu, typu, podtypu, zespołu). |

Zdefiniowano różnicę pomiędzy glebami organicznymi a glebami mineralnymi, a także opisano, czym jest pedon i gleby pogrzebane (kopalne). Opisano oznaczenia głównych poziomów genetycznych służących do opisu układu poziomów glebowych w profilu: O — poziomy i warstwy organiczne, L — poziomy i warstwy osadów podwodnych (limnicznych), A — poziom próchniczny, E — poziom wymywania (eluwialny), В — poziom wzbogacania, С — poziom lub warstwa materiałów macierzystych gleb mineralnych lub mineralne podłoże gleb organicznych, G — poziom glejowy, M — poziom murszowy, R — podłoże skalne (lita skała). Lista i opis stosowanych oznaczeń, przyrostków, opis poziomów mieszanych, przejściowych i podpoziomów znajdują się w osobnym artykule.
Klasyfikacja została oparta głównie na obiektywnie wydzielanych powierzchniowych lub podpowierzchniowych glebowych poziomach diagnostycznych, mineralnych lub organicznych diagnostycznych materiałach glebowych, a także diagnostycznych właściwościach gleb.

### Systematyka gleb
- Rząd 1. Gleby inicjalne (I)

- Typ 1.1. Gleby inicjalne skaliste (IS)

Gleby inicjalne skaliste bezwęglanowe – litosole: O-R; Rędziny inicjalne skaliste: O-Rca lub O-Rcs
- Typ 1.2. Gleby inicjalne rumoszowe (IO)

Gleby inicjalne rumoszowe bezwęglanowe: OC-C lub AC-C; Rędziny rumoszowe: OC-Cca
- Typ 1.3. Gleby inicjalne erozyjne (IY)

OC-C lub AC-C
- Typ 1.4. Gleby inicjalne akumulacyjne (IJ)

OC-C lub AC-C
- Rząd 2. Gleby słabo ukształtowane (S)

- Typ 2.1. Rankery (SQ)

Rankery typowe: O-C-R lub A-C-R; Rankery butwinowe: O-AC-R; Rankery z cechami bielicowania: O-EB-C-R; Rankery z cechami brunatnienia: O-AB-C-R
- Typ 2.2. Rędziny właściwe (SR)

Rędziny właściwe typowe: A-AC-Rca lubA-AC-Rcs; Rędziny właściwe butwinowe: O-AC-Rca
- Typ 2.3. Pararędziny (SX)

Pararędziny typowe: A-AC-Ck lub AC-Ck; Pararędziny z cechami brunatnienia: Ol-A-B/C-Ck lub Ap-B/C-Ck
- Typ 2.4. Arenosole (SL)

O-A-C lub Ap-C
- Typ 2.5. Mady właściwe (SF)

A-C(g)-2Cg-...
- Typ 2.6. Gleby słabo ukształtowane erozyjne (SY)

Ap-C lub Ap-Ck
- Rząd 3. Gleby brunatnoziemne (B)

- Typ 3.1. Gleby brunatne eutroficzne (BE)

Gleby brunatne eutroficzne typowe: O-A-Bw-Ck lub Ap-Bw-Ck; Gleby brunatne eutroficzne próchniczne: O-A-Bw-Ck lub Ap-Bw-Ck; Gleby brunatne eutroficzne wyługowane: O-A-Bw-C lub Ap-Bw-C; Gleby brunatne eutroficzne opadowo-glejowe: O-A-Bwg-C lub Ap-Bwg-C; Gleby brunatne eutroficzne gruntowo-glejowe: O-A-Bwg-Cg lub Ap-Bwg-Cg; Gleby brunatne eutroficzne z cechami vertic: O-A-Bwi-Cki lub Ap-Bwi-Cki
- Typ 3.2. Gleby brunatne dystroficzne (BD)

Gleby brunatne dystroficzne typowe: O-A-Bw-C lub Ap-Bw-C; Gleby brunatne dystroficzne próchniczne: O-A-Bw-C lub Ap-Bw-C; Gleby brunatne dystroficzne z cechami bielicowania: O-A-Bhs-Bw-C lub A-Bhs-Bw-C; Gleby brunatne dystroficzne opadowo-glejowe: O-A-Bwg-C lub Ap-Bwg-C; Gleby brunatne dystroficzne gruntowo-glejowe: O-A-Bwg-Cg lub Ap-Bwg-Cg; Gleby brunatne dystroficzne z cechami vertic: O-A-Bwi-Ci lub Ap-Bwi-Ci
- Typ 3.3. Mady brunatne (BF)

Mady brunatne typowe: A-Bw-C lub A-2Bw-3C; Mady brunatne oglejone: A-Bwg-Cg lub A-2Bwg-3Cg
- Typ 3.4. Rędziny brunatne (BR)

Rędziny brunatne typowe: O-A-Bw(ca)-Cca-Rca lub Ap-Bw(ca)-Cca-Rca; Rędziny czerwonoziemne: A-Bw-BC-Cca
- Rząd 4. Gleby rdzawoziemne (R)

- Typ 4.1. Gleby rdzawe (RW)

Gleby rdzawe typowe: O-A-Bv-C lub Ap-Bv-C; Gleby rdzawe z cechami bielicowania: O-AE-Bsv-Bv-C; Gleby rdzawe gruntowo-glejowe: O-A-Bv-Cg lub Ap-Bv-Cg
- Typ 4.2. Gleby ochrowe (RH)

Gleby ochrowe typowe: O-A-Bo-C(g) lub Ap-Bo-C(g)
- Rząd 5. Gleby płowoziemne (P)

- Typ 5.1. Gleby płowe (PW)

Gleby płowe typowe: O-A-Et-Bt-C, Ap-Et-Bt-C lub Ap-Bt-C; Gleby płowe spiaszczone: O-A-Et-(EB)-Bt-C, Ap-Et-(EB)-Bt-C; Gleby płowe spiaszczone oglejone: O-A-Et(g)-(EB)-Bt(g)-Cg lub Ap-Et(g)-(EB)-Bt(g)Cg; Gleby płowe opadowo-glejowe: O-A-Etg-(EB)-Btg-Bt-C lub Ap-Etg-(EB)-Btg-Bt-C; Gleby płowe gruntowo-glejowe: O-A-Et-(EB)-Btg-Cg lub Ap-Et-(EB)-Btg-Cg; Gleby płowe z poziomem agric: Ap-Eth-Et-Bt-C; Gleby płowe próchniczne: Ap-Et-(EB)-Bt-C lub Ap-Et-(EB)-Bt-Cg; Gleby płowe piaszczyste: O-A-Et-Bt-C lub Ap-Et-Bt-C; Gleby płowe z cechami brunatnienia: O-A-Bw-Et-(EB)-Bt-C lub Ap-Bw-Et-(EB)-Bt-C; Gleby płowe z cechami bielicowania: O-A-Es-Bhs-Et-Bt-C; Gleby płowe z cechami glossic: O-A-Et-E/B-Bt-C lub A-Et-E/B-Bt-C; Gleby płowe z cechami vertic: O-A-Et-Bti-Ci lub Ap-Et-Bti-Ci
- Typ 5.2. Gleby płowe zaciekowe (PA)

Gleby płowe zaciekowe typowe: O-A-Et-E/B-Bt-C lub Ap-Et-E/B-Bt-C; Gleby płowe zaciekowe spiaszczone: O-A-Et-E/B-Bt-C lub Ap-Et-E/B-Bt-C; Gleby płowe zaciekowe opadowo-glejowe: O-A-Etg-E/B-Btg-Bt-C lub Ap-Etg-E/B-Btg-Bt-C; Gleby płowe zaciekowe gruntowo-glejowe: O-A-Et-E/B-Btg-Cg lub Ap-Et-E/B-Btg-Cg; Gleby płowe zaciekowe z poziomem agric: Ap-Eth-Et-E/B-Bt-C; Gleby płowe zaciekowe próchniczne: O-A-Et-EfB-Bt-C(g) lub Ap-Et-EZB-Bt-C(g); Gleby płowe zaciekowe z cechami brunatnienia: O-A-Bw-Et-E/B-Bt-C lub Ap-Bw-Et-E/B-Bt-C; Gleby płowe zaciekowe z cechami bielicowania: 0-A-Es-Bhs-(Et)-E/B-Bt-C; Gleby płowe zaciekowe z cechami vertic: O-A-Et-E/B-Bti-Ci lub A-Et-E/B-Bti-Ci
- Typ 5.3. Gleby płowe podmokłe (PG)

Gleby płowe podmokłe typowe: O-Ag-Etg-Btg-G /ub Apg-Etg-Btg-G; Gleby płowe podmokłe próchniczne: O-A-Etg-Btg-G lub Ap-Etg-Btg-G
- Rząd 6. Gleby bielicoziemne (L)

- Typ 6.1. Gleby bielicowe (LW)

Gleby bielicowe typowe: O-A-Es-Bhs-(BC)-C, Ap-Es-Bhs-(BC)-C lub Ap-Bhs-(BC)-C; Gleby bielicowe orsztynowe: O-A-Es-Br-(BC)-C, O-A-Es-Br-(BC)-C, Ap-Es-Br-(BC)-C lub Ap-Br-(BC)-C; Gleby glejobielicowe typowe: O-A-Es-Bhsg-Cg-(G); Gleby glejobielicowe orsztynowe: O-A-Es-Br-Cg-(G); Gleby glejobielicowe murszaste: O-Au-(Es)-Bhsg-(G) lub Au-(Es)-Bhsg-(G); Gleby glejobielicowe torfiaste: A-Es-Bhsg-G
- Typ 6.2. Bielice (B)

Bielice typowe: O-Es-Bhs-(Bs)-C; Bielice orsztynowe: O-Es-(E/B)-Br-(Bs)-C; Stagnobielice: O-Esg-(E/B)-Bmsg-Bs-C; Glejobielice typowe: O-Es-Bhsg-G lub O-Es-Bh-Bsg-G; Glejobielice orsztynowe: O-Es-Brg-G lub O-Es-Br-Bsg-G
- Rząd 7. Gleby czarnoziemne (C)

- Typ 7.1. Czarnoziemy (CW)

Czamoziemy typowe: O-A-(Bw)-Ck, Ap-A2-(Bw)-Ck lub Ap-AC-Ck; Czamoziemy kumulacyjne: Ap-A-AC-Ck; Czarnoziemy z poziomem cambic: Ap-Bw-Ck; Czarnoziemy z poziomem argic: Ap-Bt-Ck; Czarnoziemy opadowo-glejowe: Ap-AC-Ck(g)-Ck, Ap-AB-Ck(g)-Ck lub A-Ck(g)-Ck
- Typ 7.2. Czarne ziemie (CZ)

Czarne ziemie typowe: O-A-Ckg lub Ap-Ckg; Czarne ziemie kumulacyjne: A-A2-AC-Ckg lub Ap-A2-AC-Ckg; Czarne ziemie z poziomem cambic: O-A-AB-Bwg-Ckg lub Ap-AB-Bwg-Ckg; Czarne ziemie z poziomem argic: O-A-Btg-Ckg, Ap-Btg-Ckg lub Ap-AB-Btg-Ckg; Czarne ziemie z poziomem calcic: A-Ckg-Gk lub Ap-Ckg-Gk; Czarne ziemie wyługowane: O-A-Bw-C(g) lub A-Bw-C(g); Czarne ziemie glejowe: O-A-Gk, Ap-A2-G-Gk lub Ap-A2-Gk; Czarne ziemie murszaste: Au-C-Ckg lub Aup-AC-Ckg
- Typ 7.3. Rędziny czarnoziemne (CR)

Rędziny czarnoziemne typowe: O-A-AC-Cca-Rca, Ap-AC-Cca-Rca lub Ap-AC—Ccs-Rcs; Rędziny czarnoziemne z cechami brunatnienia: O-A-Bw-Cca-Rca lub A-Bw-Cca-Rca; Rędziny czarnoziemne opadowo-glejowe: A-Ccag-Cca-Rca. lub A-Bw-Cca-Rca
- Typ 7.4. Mady czarnoziemne (CF)

Mady czarnoziemne typowe: 0-A-AC-2G lub Ap-AC-2Cg-2G; Mady czarnoziemne z cechami brunatnienia: o-A-Bw-2C lub Ap-Bw-2C
- Typ 7.5. Gleby deluwialne czarnoziemne (CY)

Gleby deluwialne czarnoziemne typowe: A(p)-AB-Cg lub A(p)-A-Cg; Gleby deluwialne czarnoziemne kumulacyjne: A-A2-AC-2Cg lub A(p)-AC-G
- Typ 7.6. Gleby murszaste (CU)

Gleby murszaste typowe: Au-Cg lub Au-Cg-Ckg; Gleby żelazisto-murszaste: Au-Bo(m)-Cg lub Au-Bo(m)-Ckg; Gleby murszowate: Au-AC-Cg
- Rząd 8. Gleby glejoziemne (G)

- Typ 8.1. Gleby glejowe (GW)

Gleby glejowe typowe: O-Ac-Gc lub Ap-Gc; Gleby torfiasto-glejowe: O-A-AG-Gc lub A(p)-AG-Gc; Gleby torfowo-glejowe: Oa(e)-AG-Gc; Gleby mułowo-glejowe: L-A-Gc lub Ap-L-A-Gc; Gleby murszowo-glejowe: M-Cg Lub M-Cg-G
- Rząd 9. Vertisole (V)

- Typ 9.1. Vertisole dystroficzne (VD)

O-A-Bi-Ci lub Ap-Bi-Ci
- Typ 9.2. Vertisole eutroficzne (VE)

O-A-Bi-Cik lub Ap-Bi-Cik
- Typ 9.3. Vertisole próchniczne (VP)

O-A-Big-Cig lub A-Big-Cig
- Rząd 10. Gleby organiczne (O)

- Typ 10.1. Gleby torfowe fibrowe (OTi)

Gleby torfowe fibrowe typowe: Oi-Oi-Oi; Gleby torfowe hemowo-fibrowe: Oi-Oie-Oie(a); Gleby torfowe limnowo-fibrowe: Oi-OiLcm-OiLCm
- Typ 10.2. Gleby torfowe hemowe (OTe)

Gleby torfowe hemowe typowe: Oe-Oe(ia)-Oe(ia); Gleby torfowe saprowo-hemowe: Oe-Oea(i)-Oea(i); Gleby torfowe fibrowo-hemowe: Oe-Oei(a)-Oei(a); Gleby torfowe limnowo-hemowe: Oe-OeLcm(ia)-OeLcm(ia); Gleby torfowe hemowe zamulone: Oe-Oe(C)-Oe(C); Gleby torfowe hemowe płytkie: Oe-OeC(L)-OeC(L)
- Typ 10.3. Gleby torfowe saprowe (OTa)

Gleby torfowe saprowe typowe: Oa-Oa-Oa; Gleby torfowe fibrowo-saprowe: Oa-Oai(e)-Oai(e); Gleby torfowe hemowo-saprowe: Oa-Oae(i)-Oae(i); Gleby torfowe limnowo-saprowe: Oa-OaLcm-OaLcm; Gleby torfowe saprowe zamulone: Oa-OaC-OaC; Gleby torfowe saprowe płytkie: Oa-OaC-OaC; 
- Typ 10.4. Gleby organiczne ściółkowe (OS)

Gleby organiczne ściółkowe typowe: O(1, fh ,f, h)-O(l, fh, h)-R(C); Gleby organiczne ściółkowe płytkie na skalach litych: O(l,fh,f, h)-R(C)
- Typ 10.5. Gleby organiczne limnowe (OL)

Gleby organiczne limnowe typowe: Lcm-Lcm-Lcm; Gleby organiczne hemowo-limnowe: Lcm-Lcm(e)-Lcm(e)
- Typ 10.6. Gleby organiczne murszowe (OM)

Gleby organiczne fibrowo-murszowe: M-Oi(ea)-Oi(ae); Gleby organiczne hemowo-murszowe: M-Oe(ai)-Oe(ae); Gleby organiczne saprowo-murszowe: M-Oa(e)-Os(e); Gleby organiczne limnowo-murszowe: M-Lc-C
- Rząd 11. Gleby antropogeniczne (A)

- Typ 11.1. Gleby kulturoziemne (AK)

Gleby kulturoziemne z poziomem plaggic (plaggosole): Ap-A2-(Bsh, Bv, M)-C; Gleby kulturoziemne z poziomem hortic (hortisole): Ap-A2-(Bw, Bt)-C; Gleby kulturoziemne z poziomem anthric (anthrosole): Ap-A2-(Bv, Bw, Bt)-C; Gleby kulturoziemne regulówkowe (rigosole): Ap-A2-(Bv, Bw, Bt)-C
- Typ 11.2. Gleby industrioziemne (AI)

Gleby industrioziemne inicjalne: Ap-C-2C-3C~...; Gleby industrioziemne próchniczne: Ap(Au)-2C-...; Gleby industrioziemne przekształcone chemicznie: A(k, m)-(Et-Bt, Bv)-Cl-C2
- Typ 11.3. Gleby urbiziemne (AV)

Gleby urbiziemne inicjalne: A-2C-3C-...; Gleby urbiziemne próchniczne: A-2C-3C-... lub A-2(E, B)-C; Gleby urbiziemne przekształcone chemicznie: (A)-2C-3(E, B)-...; Gleby urbiziemne uszczelnione lub przykryte (ekranosole): (A)-2C-3C-...; 
- Typ 11.4. Gleby słone i zasolone (AN)

### Aneksy
ANEKS 1. prezentuje korelacje jednostek glebowych pomiędzy sgP (2011) a WRB (2006) i USDA Soil Taxonomy (1999). Każdemu podtypowi gleby według sgP przyporządkowano jedną lub kilka jednostek systematycznych według międzynarodowej systematyki WRB lub amerykańskiej systematyki USDA Soil Taxonomy.
ANEKS 2. prezentuje rodzaje materiałów macierzystych gleb Polski.
Ważniejsze materiały macierzyste w Polsce to:
- Skały magmowe

Skały magmowe głębinowe (granitoidy)
Skały magmowe wulkaniczne (bazalty, porfiry, andezyty)
- Skały metamorficzne (gnejsy, łupki łyszczykowe, zieleńce, amfibolity)
- Skały osadowe

Skały osadowe zwięzłe (piaskowce, łupki ilaste)
Skały węglanowe (wapienie i dolomity, margle)
Skały siarczanowe (gipsy)
Skały osadowe luźne (żwiry, piaski, lessy i utwory lessowate, gliny i iły)
Osady dennolodowcowe (morena denna) — gliny zwałowe
Osady czołowolodowcowe — materiały żwirowo-piaszczyste lub piaszczyste, rzadziej gliniaste.
Osady zastoiskowe — iły wstęgowe (warwowe)
Osady wodnolodowcowe (fluwioglacjalne, sandrowe) — piaski z domieszką żwirów
Osady akumulacji eolicznej — piaski wydmowe, lessy, utwory pyłowe Pogórza Karpackiego
Osady akumulacji wodnej — osady rzeczne (materiały fliwic), jeziomo-bagienne i bagienne
Materiałami macierzystymi gleb górskich często są pokrywy stokowe. W obszarach górskich, utwory zwietrzelinowe ulegały przemianom wynikającym z przemieszczania po stoku, tworząc różnej miąższości pokrywy osadów stokowych. Szczególnie intensywne ich tworzenie przypada na okres zlodowaceń. Do opisania pokryw zwietrzelinowoglebowych (tzw. glebopokryw) wymagane są szczegółowe badania przy użyciu metodyki geomorfologicznej, dlatego do terenowej systematyki gleb Polski stosuje się uproszczoną klasyfikację pokryw zwietrzelinowych, stanowiących materiały macierzyste dla gleb:
- Utwory wietrzeniowe, nieprzemieszczone (in situ) — materiał gliniasto-gruzowy gdzie skład mineralny nawiązuje do właściwości skał podłoża.
- Pokrywy stokowe — powstałe poprzez takie procesy jak: soliflukcja, spłukiwanie, spełzywanie, osuwanie, odpadanie, obrywanie. Odbiegają one właściwościami strukturalno-teksturalnymi i składem mineralnym od właściwości podłoża, a ułożenie części szkieletowych wskazuje na przemieszczenie się materiału w dół.
- Pokrywy morenowe dawnych lodowców górskich — materiał blokowy, słabo przesortowany. Skład petrograficzny pokryw nawiązuje do podłoża obszaru zlodowacenia.
- Pokrywy gruzowe (rumowiska skalne) — grubookruchowy (blokowy) materiał skalny, w różnym stopniu wypełniony częściami ziemistymi. Są to reliktowe formy dawnych ruchów masowych oraz efekty współczesnych, katastrofalnych procesów morfogenetycznych.

Rędziny tworzą dwie grupy litologiczne: rędziny węglanowe (zawierające >50% skał węglanowych, takich jak wapienie, dolomity, margle, kreda) oraz rędziny siarczanowe (wytworzone ze zwietrzelin gipsów). Podstawowe rodzaje rędzin to: 1) Rędziny wytworzone z utworów dewońskich, permskich i triasowych; 2) Rędziny wytworzone z utworów jurajskich; 3) Rędziny wytworzone z utworów kredowych; 4) Rędziny wytworzone z utworów trzeciorzędowych.
ANEKS 3. prezentuje zagadnienia związane z uziarnieniem gleb. Przedstawia się ono zgodnie z „Klasyfikacją uziarnienia gleb i utworów mineralnych” opublikowaną przez PTG w 2008 r.
Uproszczony podział na frakcje granulometryczne — ziarna w określonym przedziale średnicy:
- Części szkieletowe

I Frakcja blokowa (>600 mm)
II Frakcja głazowa (200-600 mm)
III Frakcja kamienista (75-200 mm)
2. Frakcja żwirowa (2-75 mm): żwir gruby, średni i drobny
- Części ziemiste

3. Frakcja piaskowa (0,05-2,0 mm): piasek bardzo gruby, gruby, średni, drobny i bardzo drobny
4. Frakcja pyłowa (0,002-0,05 mm): pył gruby i drobny
5. Frakcja iłowa (<0,002 mm): ił gruby i drobny
Uproszczony podział na grupy granulometryczne (gatunek gleby) — przedziały procentowej zawartości frakcji iłu, pyłu i piasku w częściach ziemistych (<2 mm) gleby:
- Utwory kamieniste (> 25% frakcji kamieni)

a) utwory silnie kamieniste (>75% frakcji kamieni)
b) utwory średnio kamieniste (75—50% frakcji kamieni)
c) utwory słabo kamieniste (50—25% frakcji kamieni)
- Utwory żwirowe (żwiry; >50% frakcji żwiru)

a) żwiry piaszczyste (<10% frakcji iłu, a części ziemiste są to piaski)
b) żwiry gliniaste (10—20% frakcji iłu, a części ziemiste są to gliny)
- Utwory piaskowe (piaski; przeważa frakcja piasku, <20% frakcji iłu)

a) piaski luźne (0—5% frakcji iłu)
b) piaski słabogliniaste (5—10% frakcji iłu)
c) piaski gliniaste lekkie (10—15% frakcji iłu)
d) piaski gliniaste mocne (15—20% frakcji iłu)
- Utwory pyłowe (>40% frakcji pyłu, <50% frakcji iłu)

a) pyły zwykłe (<35% frakcji iłu)
b) pyły ilaste (35—50% frakcji iłu)
- Utwory gliniaste (gliny; piasek, >20% frakcji iłu)

a) gliny lekkie (20—35% frakcji iłu)
b) gliny średnie (35—50% frakcji iłu)
c) gliny ciężkie (>50% frakcji iłu)
- Utwory iłowe (iły; >50% frakcji iłu, prawie wcale części szkieletowych i frakcji piasku)

a) iły właściwe (<25% frakcji pyłu)
b) iły pylaste (25—40% frakcji pyłu)
- Żwiry, piaski i gliny zawierające 25—40% frakcji pyłu są określane jako "pylaste".

ANEKS 4. prezentuje klasyfikację i opis struktury gleby.
1. 1 Struktury proste (nieagregatowe) — rozdzielnoziarnista lub spójna (zwarta, masywna)
2. 2 Struktury złożone (agregatowe)

- Struktury sferoidalne — koprolitowa, gruzełkowa lub ziarnista
- Struktury foremnowielościenne (poliedryczne) — foremnowielościenna ostrokrawędzista (angularna), foremnowielościenna zaokrąglona (subangularna) lub bryłowa
- Struktury wrzecionowate — pryzmatyczna lub słupowa
- Struktury dyskoidalne — płytkowa lub skorupkowa
- Struktury włókniste — gąbczasta lub włóknista właściwa

ANEKS 5. prezentuje charakterystykę typów materii organicznej w glebach leśnych. Dawniej nazywano je typami próchnic leśnych. Wyróżnia się je na podstawie określonej sekwencji poziomów i podpoziomów organicznych i próchnicznych, ze zróżnicowaną ilością i rodzajem materii organicznej. Określają one specyfikę warunków troficznych siedliska leśnego:
- Mull (Ol-A) – znaczna aktywność biologiczna rozkładu materii organicznej i dobrze rozwinięty poziom próchniczny, siedliska eutroficzne
- Moder (Ol-Ofh-A) – średnia intensywność rozkładu materii organicznej, podpoziom surowinowy i detrytusowy, siedliska mezotroficzne
- Mor (Ol-Of-Oh-A) – mała aktywność rozkładu materii organicznej, gruby poziom organiczny zbudowany z podpoziomów surowinowego (Ol), butwinowego (Oh) i epihumusowego (Oh), siedliska oligotroflczne

ANEKS 6. prezentuje wybrane charakterystyki gleb organicznych. Zestawia ze sobą stopień rozkładu materii organicznej torfu według skali von Posta (H1-nierozłożone szczątki roślin — H10-torf całkowicie rozłożony), Międzynarodowego Towarzystwa Torfowego (R1—R3) i Soil Taxonomy (Oi, Oe, Oa), a także opisuje właściwości torfów w zależności od stopnia humifikacji, i przedstawia genetyczny podział torfów według PN-85/G-02500.
ANEKS 7. prezentuje rekomendowane metody laboratoryjne do charakterystyki gleb: przygotowanie próbek glebowych, zawartość wody w glebie (suszenie w 105 °C), skład granulometryczny (według normy PN-R-04032), krzywa wodnej retencyjności gleb (komory ciśnieniowe), gęstość objętościowa gleby (metoda cylinderkowa), odczyn (potencjometrycznie roztworze KCl), zawartość materii organicznej w glebach organicznych (prażenie w 550 °C), Zawartość węgla organicznego (metoda Tiurina lub Walkleya-Blacka), zawartość węglanów (metoda Scheiblera), zawartość azotu ogólnego (metoda Kjeldahla), zawartość tlenków żelaza i glinu (ekstrakcja według Mehra i Jacksona, AAS), zawartość amorficznych tlenków żelaza, glinu i manganu (ekstrakcja według McKeague i Day, AAS i ICP), zawartość wymiennych kationów zasadowych (ekstrakcja buforowanym roztworem octanu amonu i AAS lub metoda Mehlicha), kwasowość wymienna (metoda miareczkowa), kationowa pojemność wymienna, zawartość pentatlenku difosforu (ekstrakcja i kolorymetrycznie metodą molibdenianową), skład mineralny gleb (metoda dyfraktometrii rentgenowskiej), barwa wyciągu difosforanu(V) sodu, przewodność elektryczną właściwą, stopień rozkładu torfu (norma PN-G-4595), skład botaniczny materiału torfowego (norma PN-85//G-02500).

### Zastrzeżenia
Systematyka gleb Polski w swoim piątym wydaniu korzysta zarówno z międzynarodowej klasyfikacji WRB jak i, mającej również status międzynarodowej, amerykańskiej Soil Taxonomy. Z racji różnic pomiędzy nimi, powoduje to problem niekompatybilności jednostek i wewnętrzną niespójność klasyfikacji. Dodatkowo, przy takiej samej, lub podobnej, nazwie poziomu/właściwości itp. jak we wspomnianych klasyfikacjach w sgP, są zmodyfikowane definicje (podobnie jak pomiędzy WRB i ST, gdzie również te same nazwy nie zawsze oznaczają to samo), co wprowadza chaos terminologiczny i może prowadzić do nieporozumień (zwłaszcza przy przedstawianiu "polskich" wyników na arenie międzynarodowej). By rozwiązać te problemy, należałoby w kolejnym wydaniu sgP wzorować się na jednej, konkretnej międzynarodowej klasyfikacji, a także stosować konsekwentnie tam zaproponowane definicje lub zmienić nazwę definiowanego poziomu/właściwości wraz z modyfikacją definicji. Ponadto wiele definicji i kryteriów ilościowych wymaga doprecyzowania (szczególnie dotyczące oglejenia, gleb zawierających węglany, gleb antropogenicznych), a sama klasyfikacja zmniejszenia ilości typów i podtypów w jednych miejscach (gleby brunatne, vertisole, gleby bielicoziemne, gleby płowoziemne) i przywrócenia pominiętych typów gleb w innych (np. gleb opadowo-glejowych i naturalnych gleb słonych).

## Czwarte wydanie systematyki z 1989 roku

### Założenia
Czwarte wydanie systematyki gleb Polski PTG obowiązywało w latach 1989–2011 i oparte zostało na następujących jednostkach systematycznych:
| Dział   | grupuje gleby powstałe głównie w wyniku oddziaływania jednego lub grupy określonych czynników glebotwórczych. |
| Rząd    | grupuje gleby o podobnym kierunku rozwoju, oraz zbliżone pod względem ekologicznym. |
| Typ     | grupuje gleby o takim samym układzie głównych poziomów genetycznych, zbliżonych, właściwościach chemicznych i fizycznych, jednakowym rodzaju wietrzenia, przemieszczania się i osadzania składników i o podobnym typie próchnicy. W warunkach naturalnych lub zbliżonych do naturalnych każdemu typowi gleby odpowiada określone zbiorowisko roślinne. Typ gleby jest podstawową jednostką systematyki gleb. |
| Podtyp  | grupuje gleby należące do określonego typu poddane wpływowi czynnika niebędącego głównym czynnikiem glebotwórczym modyfikującym właściwości biologiczne, fizyczne, chemiczne i związane z nimi cechy morfologiczne profilu glebowego. |
| Rodzaj  | grupuje gleby według genezy i właściwości skały macierzystej. |
| Gatunek | grupuje gleby o podobnym uziarnieniu w grupy granulometryczne. |

Oznaczenia głównych poziomów genetycznych, służących do opisu układu poziomów glebowych w profilu: O — poziom organiczny próchnic nadkładowych i gleb organicznych, A — poziom próchniczny, E — poziom wymywania, В — poziom wzbogacania, С — poziom skały macierzystej, G — poziom glejowy, P — poziom bagienny gleby organicznej, D — podłoże mineralne gleb organicznych, M — poziom murszowy gleby organicznej, R — podłoże skalne (lita skała).
Dla terenów górskich, podgórskich i niektórych wyżynnych wydzielono serie pokryw stokowych:ϑ (Theta) — górna pokrywa, gruzowo-kamienista; ϰ (Kappa) — środkowa pokrywa, lessowo-gruzowa; λ (Lambda) — dolna pokrywa, soliflukcyjna; ν (Ni) — pokrywa wietrzeniowa.
Dla terenów nizinnych i wyżynnych objętych obszarem występowania najmłodszego zlodowacenia (Vistulianu) wydzielono serie przekształceń mrozowych: δ (Delta) — warstwa pokrywowa, wietrzenia mrozowego; ε (Epsilon) — warstwa przejściowa; ζ (Dzeta) — warstwa kontaktowa; η (Eta) — utwór macierzysty, nie zmienione przez procesy mrozowe).
Dla uniknięcia subiektywnej klasyfikacji gleb na podstawie opisowych, opartych na procesach glebotwórczych, układów poziomów w profilu, wzorem amerykańskiej Soil Taxonomy (1975), wprowadzono do klasyfikacji poziomy diagnostyczne (wyróżniające). Są one wydzielane na podstawie wymiernych cech, których występowanie lub brak pozwalają bez wątpliwości zaklasyfikować glebę do danej jednostki systematycznej. Wydzielono następujące poziomy: mollic, anthropic, umbric, melanic, plaggen, histic, ochric, a także cambic, sideric, argillic, natric, spodic, albic, luvic, glejospodic, placic, fragilic, salic, calcic i "plamy glejowe — plamistość".

### Systematyka gleb
Dział I Gleby litogeniczne:
- Rząd IA. Gleby mineralne bezwęglanowe słabo wykształcone

- Typ IA1. Gleby inicjalne skaliste (litosole)

a) gleby inicjalne skaliste erozyjne:(A)C-C, b) gleby inicjalne skaliste poligonalne (strukturowe):(A)C-C
- Typ IA2. Gleby inicjalne luźne (regosole)

a) gleby inicjalne luźne erozyjne: (A)/C-C, b) gleby inicjalne luźne eoliczne: (A)/C-C
- Typ IA3. Gleby inicjalne ilaste (pelosole)

a) pelosole erozyjne: AC-C, b) pelosole deluwialne: AC-C
- Typ IA4. Gleby bezwęglanowe słabo wykształcone ze skał masywnych (rankery)

a) rankery właściwe: O-AC-C, b) rankery brunatne: O-AC-Bbr-C, c) rankery bielicowane: O-AE-B/C-C
- Typ IA5. Gleby słabo wykształcone ze skał luźnych (arenosole)

a) arenosole właściwe: A-C
- Rząd IB. gleby wapniowcowe o różnym stopniu rozwoju

- Typ IB1. Rędziny

a) rędziny inicjalne: ACca-Cca, b) rędziny właściwe: ACca-Cca, c) rędziny czarnoziemne: A-Cca, d) rędziny brunatne: A-Bbr-Cca, e) rędziny próchniczne górskie: O-A-Cca, f) rędziny butwinowe górskie: O-ACca-Cca
- Typ IB2. Pararędziny

a) pararędziny inicjalne: ACca-Cca, b) pararędziny właściwe: ACca-Cca, c) pararędziny brunatne: A-BbrCca-Cca
Dział II Gleby autogeniczne:
- Rząd IIA. Gleby czarnoziemne

- Typ IIA1. Czarnoziemy

a) czarnoziemy niezdegradowane: A-AC-Cca lub A-AC-C-Cca, b) czarnoziemy zdegradowane: A-ABbr-Bbr-C
- Rząd IIB. Gleby brunatnoziemne

- Typ IIB1. Gleby brunatne właściwe

a) gleby brunatne typowe: O-A-Bbr-Cca lub Ap-Bbr-Cca, b) gleby szarobrunatne: O-A-ABbr-Bbr-Cca lub Ap-ABbr-Bbr-Cca, c) gleby brunatne oglejone: O-A-Bbrg-Gca lub Ap-Bbrg-Ccag, d) gleby brunatne wyługowane: 0-A-Bbr(t,fe)-Bbr-C-Cca lub Ap-Bbr(t,fe)-Bbr-C-Cca
- Typ IIB2. Gleby brunatne kwaśne

a) gleby brunatne kwaśne typowe: О-A-Bbr-C lub Ap-Bbr-C, b) gleby brunatne kwaśne bielicowane: O-A-AE-Bfe, h, t-Bbr-C, c) gleby brunatne kwaśne oglejone: О-A-Bbrg-Cg lub Ap-Bbrg-Cg
- Typ IIB3. Gleby płowe

a) gleby płowe typowe: O-A-Eet-Bt-C lub Cca lub Ap-Eet-Bt-C albo Cca, b) gleby płowe zbrunatniałe: O-A-Bbr-Eet-Bt-C lub Ap-Bbr-Eet-Bt-C, c) gleby płowe bielicowane: O-A-Eet, ef-Bt, fe-Bt-C lub Ap-Eetef-Bt, fe-Bt-C, d) gleby płowe opadowo-glejowe: O-A-Eet, g-Btg-Cg lub Ap-Eet, g-Btg-Cg, e) gleby płowe gruntowo-glejowe: O-A-Eet-Btgg--Cgg lub Ap-Eet-Btgg-Cgg, f) gleby płowe z poziomem agric: Ap-E/agric/-Eet-Bt-C, g) gleby płowe zaciekowe (glossic): O-A-Eet-E/B-Bt-C lub Ap-Eet-E/B-Bt-C
- Rząd IIC Gleby bielicoziemne

- Typ IIC1 Gleby rdzawe

a) gleby rdzawe właściwe: O-ABv-Bv-C lub ApBv-Bv-C., b) gleby brunatno-rdzawe: O-ABbrBv-Bv-C, c) gleby bielicowo-rdzawe: O-AEes-BfeBv-C
- Typ IIC2 Gleby bielicowe

a) gleby bielicowe właściwe: O-A-Ees-Bhfe-C, Ap-Bhfe-C lub Ap-Ees-Bhfe-C
- Typ IIC3 Bielice

a) bielice właściwe: O-Ees-Bh-Bfe-C
Dział III gleby semihydrogeniczne:
- Rząd IIIA. Gleby glejo-bielicoziemne

- Typ IIIA1. Gleby glejobielicowe

a) gleby glejobielicowe właściwe: Ol-Of-Oh-AhEes-Ees-Bhfeoxgg-G, b) gleby glejobielicowe murszaste: Ol-Of-Oh-AeEes-Bhfegg-G, c) Typ IIIA2. gleby glejobielicowe torfiaste: Ol-Of-Oh-AeEes-Bhfegg-G
- Glejobielice

a) glejobielice właściwe: Ol-Of-Oh-Ees-Bh-Bfegg-G
- Rząd IIIB. Czarne ziemie

- Typ IIIB1. Czarne ziemie

a) czarne ziemie glejowe: O-Aa-G lub Ap-Aa-G, b) czarne ziemie właściwe: Ap-Aa-Cca-G, c) czarne ziemie zbrunatniałe: Ap-Aa-AB-Bbr-Cca lub Cca-G, d) czarne ziemie wyługowane: Ap-Aa-AC-G, e) czarne ziemie zdegradowane (szare): Aa-Bbr-C, f) czarne ziemie murszaste: Ae-Cca-G
- Rząd IIIC. Gleby zabagniane

- Typ IIIC1. Gleby opadowo-glejowe

a) gleby opadowo-glejowe właściwe: A-Gg, b) gleby stagno-glejowe: A-Ag-Gg
- Typ IIIC2. Gleby gruntowo-glejowe

a) gleby gruntowo-glejowe właściwe: А-G, b) gleby torfiasto-glejowe: Ae-Agg-G, c) gleby torfowo-glejowe: OP-Ae-Agg-G, d) gleby mułowo-glejowe: Am + Ae-Agg-G
Dział IV gleby hydrogeniczne:
- Rząd IVA. Gleby bagienne

- Typ IVA1. Gleby mułowe

a) gleby mułowe właściwe: POm-Om-D, b) gleby torfowo-mułowe: POtm-Otm-D, c) gleby gytiowe: POgy-Ogy
- Typ IVA2. Gleby torfowe

a) gleby torfowe torfowisk niskich: POtni-Otni, b) gleby torfowe torfowisk przejściowych: POtpr-Otpr lub POtpr-Otpr-Otni, c) gleby torfowe torfowisk wysokich: POtwy-Otwy
- Rząd IVB. Gleby pobagienne

- Typ IVB1. Gleby murszowe

a) gleby torfowo-murszowe: Mt-Ot lub Mt-Ot-D, b) gleby mułowo-murszowe: Mm-Om lub Mm-Om-D, c) gleby gytiowo-murszowe: Mgy-Ogy, Mt-Ogy lub Mgy-Ogy-D, d) gleby namurszowe: AO-Mt-Ot
- Typ IVB2. Gleby murszowate

a) gleby mineralno-murszowe: AOM-D, AOM-Cn-D, AOM-AM-A-G, AOMm-AMm-A-C lub AOM-Dca, b) gleby murszowate właściwe: AM-AC-C, c) gleby murszaste: A{M)-AC-C
Dział V Gleby napływowe:
- Rząd VA. Gleby aluwialne

- Typ VA1. Mady rzeczne

a) mady rzeczne właściwe: A-AC-G lub A-AC-DG, b) mady rzeczne próchniczne: A-AC-CG lub A-AC-DG, c) mady rzeczne brunatne: A-Bbr-C
- Typ VA2. Mady morskie

- Rząd VB. Gleby deluwialne

- Typ VB1. Gleby deluwialne

a) gleby deluwialne właściwe: A-C-D, b) gleby deluwialne próchniczne: A-C-G do At-A-G, c) gleby deluwialne brunatne: A-Bbr-C-D
Dział VI Gleby słone:
- Rząd VIA. Gleby słono-sodowe

- Typ VIA1. Sołonczaki

a) sołonczaki powierzchniowe: Asa-Aasa-Bcnsa/g/-Csa,gg, b) sołonczaki wewnętrzne: Ap-Bcnsa-Csa/gg/ca
- Typ VIA2. Gleby sołonczakowate
- Typ VIA3. Sołońce

a) sołońce typowe: А-/AE/-Bna-Cnasa, b) sołońce sołonczakowate: A/na/-Bnasa-Csanagg
Dział VII Gleby antropogeniczne:
- Rząd VIIA. Gleby kulturoziemne

- Typ VIIA1. Hortisole
- Typ VIIA2. Rigosole

- Rząd VIIB. Gleby industrio- i urbanoziemne

- Typ VIIB1. Gleby antropogeniczne o niewykształconym profilu
- Typ VIIB2. Gleby antropogeniczne próchniczne
- Typ VIIB3. Pararędziny antropogeniczne
- Typ VIIB4. Gleby słone antropogeniczne

### Aneksy
ANEKS I. prezentuje tzw. typy próchnic leśnych. Wyróżniono się trzy typy próchnic leśnych: mull (Układ poziomów: Ol-Ah-; głównie siedliska eutroficzne), moder (Układ poziomów: Ol-Ofh-Ah-; głównie siedliska mezotroficzne) i mor (Układ poziomów: Ol-Of-Oh-(Ah)-; głównie siedliska oligotroficzne). Podtyp wydziela się na podstawie wilgotności siedliska (ksero — suchy, droso — świeży, higro — wilgotny, hydro — mokry). Dodatkowe cechy próchnicy leśnej są charakteryzowane przez odmianę (np. proto — inicjalna, miko — grzybniowa).
'ANEKS II. przedstawia klasyfikację i opis struktury glebowej. Podział makrostruktur glebowych (widocznych gołym okiem): 1. Struktury proste (nieagregatowe) — rozdzielnoziarnista, zwarta (masywna); 2. Struktury agregatowe: 2.1. Struktury sferoidalne: — koprolitowa, gruzełkowa, ziarnista; 2.2. Struktury foremnowielościenne — foremnowielościenna ostrokrawędzista (angularna), foremnowielościenna zaokrąglona (subangularna), bryłowa; 2.3. Struktury wrzecionowate — pryzmatyczna, słupowa; 2.4. Struktury dyskoidalne — płytkowa, skorupkowa; 3. Struktury włókniste — gąbczasta, włóknista właściwa.
Stopień wykształcenia struktury glebowej: 0. Struktura bezagregatowa, 1. Struktura agregatowa słaba, 2. Struktura agregatowa średniotrwała, 3. Struktura agregatowa trwała.
ANEKS III. prezentuje rodzaje rędzin. Rędziny ze względu na swą różnorodność w ramach podtypów dzielą się na dwie grupy litologiczne:
- Rędziny węglanowe (Rędziny wytworzone z utworów trzeciorzędowych, z utworów kredowych, z utworów jurajskich, a także z utworów triasowych, dewońskich i permskich)
- Rędziny siarczanowe (gipsowe)

ANEKS IV. prezentuje ważniejsze rodzaje i gatunki gleb:

Rodzaj gleby wydziela się na podstawie skały macierzystej, a te dzielą się na trzy zasadnicze grupy:
- A. Skały magmowe

1) skały magmowe głębinowe: granity, sjenity, dioryty, gabra.
2) skały magmowe wylewne: trachity, andezyty, bazalty, ryolity.
3) skały magmowe żyłowe: pegmatyty, diabazy, aplity, lamprofiry.
- B. Skały osadowe

1) skały osadowe okruchowe (klastyczne i piroklastyczne)
Skały osadowe okruchowe luźne: gruzy (piargi, gruzowiska lub rumosze skalne), kamienie, żwiry (żwiry zwałowe i wodnego pochodzenia), piaski (piaski zwałowe, wodnolodowcowe, aluwialne starych tarasów akumulacyjnych, aluwialne, wydmowe, morskie), gliny (gliny lodowcowe), iły (iły lodowcowe, rzeczne, jeziorne, morskie, lagunowe), utwory pyłowe wodnej genezy, lessy;
Skały osadowe okruchowe scementowane: brekcje i zlepieńce (kamieniste i żwirowe), piaskowce (piaskowce kwarcowe, arkozy, szarogłazy), iłowce i łupki ilaste.
2) skały osadowe organogeniczne i chemiczne
Skały węglanowe (wapienie, wapienie margliste, margle wapienne oraz dolomity, dolomity margliste i margle dolomitowe), torfy (torfy torfowisk niskich, wysokich i przejściowych), skały krzemionkowe (gejzeryty, radiolaryty, spongioloty, gezy i opoki), gipsy i anhydryty.
- C. Skały metamorficzne

gnejsy, kwarcyty, amfibolity, marmury, łupki krystaliczne i inne.
Gatunek gleby zależy od procentowej zawartości poszczególnych frakcji granulometrycznych.
Podział na frakcje granulometryczne oraz na grupy granulometryczne (gatunek gleby) zaprezentowany w czwartym wydaniu systematyki gleb Polski jest równoważny podziałom prezentowanym we wszystkich wcześniejszych wydaniach sgP i obowiązywał do 2008 r., kiedy to PTG opublikowało nową Klasyfikację uziarnienia gleb i utworów mineralnych.
Frakcje granulometryczne (zbiory cząstek o określonych średnicach):
- Części szkieletowe

1. Frakcja kamieni (>20 mm); 2. Frakcja żwiru (20-1 mm)
- Części ziemiste

3. Frakcja piasku (1-0,1 mm): piasek gruby, średni i drobny; 4. Frakcja pyłu (0,1-0,01 mm lub 0,1-0,02mm): pył gruby i drobny; 5. Frakcja iłu – spławialna (<0,01 mm lub <0,02 mm): ił pyłowy gruby, ił pyłowy drobny, ił koloidalny
Grupy granulometryczne (utwory o określonej zawartości poszczególnych frakcji; gatunek gleby):
- Utwory kamieniste (> 25% frakcji kamieni)

a) utwory silnie kamieniste (>75% frakcji kamieni); b) utwory średnio kamieniste (75—50% frakcji kamieni); c) utwory słabo kamieniste (50—25% frakcji kamieni)
- Utwory żwirowe (żwiry; >50% frakcji żwiru)

a) żwiry piaszczyste (<10% frakcji iłu, a części ziemiste są to piaski); b) żwiry gliniaste (10—20% frakcji iłu, a części ziemiste są to gliny)
- Utwory piaskowe (piaski; przeważa frakcja piasku, <20% frakcji iłu)

a) piaski luźne (0—5% frakcji iłu); b) piaski słabogliniaste (5—10% frakcji iłu); c) piaski gliniaste lekkie (10—15% frakcji iłu); d) piaski gliniaste mocne (15—20% frakcji iłu)
- Utwory pyłowe (>40% frakcji pyłu, <50% frakcji iłu)

a) pyły zwykłe (<35% frakcji iłu); b) pyły ilaste (35—50% frakcji iłu)
- Utwory gliniaste (gliny; piasek, >20% frakcji iłu)

a) gliny lekkie (20—35% frakcji iłu); b) gliny średnie (35—50% frakcji iłu); c) gliny ciężkie (>50% frakcji iłu)
- Utwory iłowe (iły; >50% frakcji iłu, prawie wcale części szkieletowych i frakcji piasku)

a) iły właściwe (<25% frakcji pyłu); b) iły pylaste (25—40% frakcji pyłu)
- Żwiry, piaski i gliny zawierające 25—40% frakcji pyłu są określane jako "pylaste".

ANEKS V. przedstawia zasady podziału gleb hydrogenicznych na rodzaje oraz łączenie rodzajów w prognostyczne kompleksy wilgotnościowo-glebowe. Wyróżnienie rodzaju gleb hydrogenicznych polega na określeniu procesu glebotwórczego i rodzajów materiałów budujących trzy warstwy w obrębie profilu: 1) warstwy korzeniowej (К; 0–30 cm), 2) warstwy pierwszej podścielającej (T1; 30–80 cm), 3) warstwy drugiej podścielającej (T2; 80–130 cm). Wyróżnia się sześć głównych rodzajów hydrogenicznych utworów glebowych (mineralnych lub organicznych): utwory próchnicowe, utwory torfiaste, muły, torfy, namuły i gytie. Procesy glebotwórcze wpływające na typ gleby opisuje się literami: gleba glejowa — G, bagienna — P, murszowa — M, gleba napływowa — F, czarna ziemia — D, zaś stopień zaawansowania procesu: I, II lub III. W utworach murszowych uwzględnia się występowanie charakterystycznych poziomów genetycznych Ml—М2—М3, w utworach torfowych — stopień rozkładu torfu: słabo rozłożony (R1)—a, średnio rozłożony (R2)—b, silnie rozłożony (R3)—c. Pod względem granulometrycznym gleby dzieli się na bardzo lekkie (1), lekkie (2), średnie (3) i ciężkie (4).
ANEKS VI. wymienia siedliska na glebach hydrogenicznych.
Siedliska powstałe pod dominującym wpływem wody nazywa się mokradłami. Leżące pod nimi gleby hydrogeniczne powstają na drodze sedentacji (biologicznej lub chemicznej) lub sedymentacji, zależnie od stanu uwodnienia siedliska. Roślinność zależy od warunków hydroekologicznych mokradeł (zarówno ilości wody w środowisku, jak i jego natlenienia).
Na mokradłach wyróżnia się pięć rodzajów siedlisk z różnymi glebami:
1) podmokliska lub próchnicowiska — mineralne podłoże z masą organiczną, nie zalewane, dominacja aerobiozy (próchnicowe) lub warunki aerobowo-anaerobowe (błotne; utwór torfiasty)
2) torfowiska — torf (masa organiczna), dominacja anaerobiozy, bez zlewu (torf semiterrestyczny, wynurzony), okresowo zalewany (torf telmatyczny), stale zalany (torf limnetyczny)
3) mułowiska — muł, sedentacja silnie zhumifikowanej masy organicznej, w mniejszym stopniu sedymentacja zawiesiny mineralnej, warunki aerobowo-anaerobowe (błotne), okresowo zalewane (muł telmatyczny) lub stale zalane (muł limnetyczny)
4) namuliska — namuł aluwialny lub deluwialny, sedymentacja zawiesiny, głównie mineralnej, dominacja aerobiozy z okresowym zalewem
5) gytiowiska — gytia (sapropel), stały zalew z dominacją aerobiozy powoduje całkowity rozkład i przeobrażenie masy organicznej tworząc organiczny detrytus z domieszką osadzonego węglanu wapnia lub mineralnej zawiesiny
Typy i podtypy siedlisk łąkowych na glebach hydrogenicznych i główne związane z nimi rodzaje gleb hydrogenicznych:
1. Siedliska grądowe (grądy popławne, właściwe, podmokłe, namurszowe, zubożałe, połęgowe) — fazie równowagi lub decesji: gleby brunatne, czarne ziemie, mady, gleby murszaste i murszowe; w fazie akumulacji: różne rodzaje gleb glejowych
2. Siedliska łęgowe (łęgi zgrądowiałe, właściwe, rozlewiskowe, zastoiskowe) — fazie równowagi lub decesji: mady i gleby murszowe; w fazie akumulacji: gleby bagienne i glejowe
3. Siedliska bielawowe (bielawy okresowo zalewane, podtapiane, przywododziałowe) — w fazie akumulacji: gleby torfowo-bagienne
4. Siedliska murszowiskowe (murszowiska łęgowiejące, właściwe, zdegradowane) — fazie równowagi lub decesji: gleby torfowo-murszowe lub gytiowo-murszowe
Siedliska leśne na glebach hydrogenicznych i główne związane z nimi rodzaje gleb hydrogenicznych:
1. Bory (umiarkowanie wilgotne, silnie wilgotne, bagienne) — gleby glejowe, gleby torfowe
2. Bory mieszane (umiarkowanie wilgotne, silnie wilgotne, bagienne) — gleby glejowe, gleby torfowe
3. Lasy mieszane (umiarkowanie wilgotne, silnie wilgotne, bagienne) — gleby glejowe, brunatne, czarne ziemie, murszowe, torfowe
4. Lasy (umiarkowanie wilgotne, silnie wilgotne, olsy) — gleby glejowe, brunatne, czarne ziemie, murszowe, torfowe
5. Lasy łęgowe (umiarkowanie wilgotne, silnie wilgotne, olsy jesionowe) — gleby glejowe, mady, gleby murszowe
ANEKS VII. opisuje rodzaje gleb antropogenicznych. Mogą się one tworzyć się z piasków, pyłów, glin, iłów, torfów ale też materiałów nasypowych, żużlu, popiołów, odpadów.
ANEKS VIII. — Smolnice

## Trzecie wydanie systematyki z 1974 r.
Trzecie wydanie systematyki gleb Polski obowiązywało w latach 1974–1989. Podobnie jak w przypadku pozostałych wydań, podstawową jednostką systematyczną jest typ gleby, posiadający charakterystyczny układ poziomów genetycznych, będących względnie trwałym efektem działania procesu glebotwórczego i posiadający odpowiadające mu w naturze zbiorowisko roślinne. Typy gleb łączą się w klasy grupujące gleby o zbliżonych właściwościach biologicznych, chemicznych i fizycznych, a także powstające pod wpływem zbliżonych czynników glebotwórczych. Gdy na główny proces glebotwórczy nałoży się inny, który modyfikuje właściwości lub wygląd gleby, typy gleb dzieli się na podtypy. Dodatkowo gleby dzieli się na rodzaje gleb, zależne od utworu geologicznego będącego skałą macierzystą, oraz na gatunki gleb określające skład granulometryczny utworu budującego glebę.
- Klasa I Gleby mineralne początkowego stadium rozwojowego, bezwęglanowe (gleby surowe, bezwęglanowe)

- Typ 1. Gleby inicjalne skaliste (litosols)

a) gleby inicjalne skaliste erozyjne: (A)C-C, b) gleby inicjalne skaliste poligonalne: (A)C-C
- Typ 2. Gleby inicjalne luźne (regosols)

a) gleby inicjalne luźne erozyjne: (A)C-C, b) gleby inicjalne luźne deluwialne: (A)C-C, c) gleby inicjalne luźne eoliczne: (A)C-C, d) gleby inicjalne luźne aluwialne: (A)C-C lub D
- Klasa II Gleby mineralne słabo wykształcone, bezwęglanowe

- Typ 1. Gleby słabo wykształcone ilaste (plastosols)

a) gleby słabo wykształcone ilaste erozyjne: (A)C-C lub AC-C, b) gleby słabo wykształcone ilaste deluwialne: (A)C-C lub AC-C
- Typ 2. Gleby słabo wykształcone kwarcowo-krzemianowe (rankery)

a) gleby słabo wykształcone kwarcowo-krzemianowe właściwe: A0-A1C-C, b) gleby słabo wykształcone kwarcowo-krzemianowe brunatne: A0-A1-(B)С-С, c) gleby słabo wykształcone kwarcowo-krzemianowe bielicowane: A0-A1A2-BC-C
- Klasa III Gleby wapniowcowe

- Typ 1. Rędziny

a) rędziny inicjalne: (A)C-C, b) rędziny właściwe: AC-C, c) rędziny czarnoziemne: A-AC-C, d) rędziny brunatne: AC-(B)C-C, e) rędziny próchniczne górskie: AC-C, f) rędziny butwinowe górskie A0-A1MC-C, g) rędziny czerwonoziemne reliktowe: AC-(B)RC-RC
- Typ 2. Pararędziny

a) pararędziny inicjalne: (A)C-C, b) pararędziny właściwe: AC-C, c) pararędziny czarnoziemne: A-AC-C, d) pararędziny brunatne: A-(B)C-C
- Klasa IV Gleby czarnoziemne

- Typ 1. Szare gleby leśne

a) ciemnoszare gleby leśne: A0-A1-A1B-C
- Typ 2. Czarnoziemy leśno-stepowe

a) czarnoziemy leśno-stepowe właściwe: A0-A1-A1B-C, b) czarnoziemy leśno-stepowe zdegradowane (zbrunatniałe lub wyługowane): A0-A1-A1(B)C-C lub A0-A1-A1A3-(B)B-C
- Typ 3. Czarnoziemy leśno-łąkowe

a) czarnoziemy leśno-łąkowe właściwe: A0-A1-A1B-C lub Cg, b) czarnoziemy leśno-łąkowe zdegradowane (zbrunatniałe lub wyługowane): A0-A1-A1(B)C-C lub Cg albo A0-A1-A1A3-(B)B-C lub Cg
- Klasa V Gleby brunatnoziemne

- Typ 1. Gleby brunatne

a) gleby brunatne właściwe: A0-A1-(B)-CCa, b) gleby brunatne wyługowane: A0-A1-A1A3-B(B)-C-CCa, c) gleby brunatne kwaśne: A0-A1-(B)-C, d) gleby brunatne bielicowane: A0-A1A2-B(B)-C, e) gleby szarobrunatne: A0-A1-A1(B)-(B)-CCa (niekiedy CG lub DG)
- Typ 2. Gleby płowe (lessivés)

a) gleby płowe (lessivés) właściwe: A0-A1-A3-Bt-C, b) gleby płowe (lessivés) bielicowane: A0-A1A2-A1(B)-A3-Bt-C
- Klasa VI Gleby bielicoziemne

- Typ 1. Gleby rdzawe

a) gleby rdzawe właściwe: АL-(АF)-А1В-B-С, b) gleby rdzawe bielicowane: A0-A1A2-B-C
- Typ 2. Gleby bielicowe

a) gleby bielicowe właściwe: AL-AFH-A1-A2-B-C, b) gleby bielicowe murszaste: AL-AFH-AM-A2G-BG-CG lub AL-AFH-AM-A2g-Bg-Cg, c) gleby bielicowe torfiaste: AL-AT-A1G-A2G-BG-CG lub AL-AF-A1g-A2g-Bg-Cg
- Typ 3. Bielice

a) bielice żelaziste: AL-AF-AH-A2-Bs-C, b) bielice próchniczne: AL-AF-AH-A2-BH-C, c) bielice żelazisto-próchniczne: AL-AF-AH-A2-BH-Bs-C, d) bielice glejowe (glejobielice): AL-AF-AH-A2-B-CG lub AL-AF-AH-A2-BG-CG lub AL-AF-AH-A1A2-BG-CG
- Klasa VII Gleby zabagnione

- Typ 1. Gleby opadowoglejowe (pseudoglejowe)

a) gleby opadowoglejowe właściwe: A0-A1-g-Bg-Cg, b) gleby stagnoglejowe: A0-Ag-g-Cg, c) gleby opadowoglejowe bielicowane: A0-A1-A2g-Bg-Cg
- Typ 2. Gleby gruntowoglejowe

a) gleby gruntowoglejowe właściwe: A-G-CG, b) gleby mułowoglejowe: A0-A1MłG-G, c) gleby torfowoglejowe i torfiastoglejowe: A0-A1T-T-DG lub A0-A1T-DG, d) gleby murszowoglejowe: A0-A1M-G
- Klasa VIII Gleby bagienne

- Typ 1. Gleby mułowe

a) gleby mułowe właściwe: A0-A1Mł-CG, b) gleby mułowogytiowe: Ad-Gt1-Gt2, c) gleby torfowomułowe: Ad-Mł1-Tn1-Mł2-Tn2-Mł3...
- Typ 2. Gleby torfowe

a) gleby torfowe torfowisk niskich: A0-A1Tn-Tn, b) gleby torfowe torfowisk przejściowych: A0-(A1)Tpr-Tpr, c) gleby torfowe torfowisk wysokich: A0-(A1)Tw-Tw
- Klasa IX Gleby pobagienne

- Typ 1. Gleby murszowe

a) gleby torfowomurszowe: AdM1-M2-M3-T1-T2, b) gleby mułowomurszowe: AdM1-M2-Mł1-Mł2, c) gleby gytiowomurszowe: AdM1-GtM2-Gt1-Gt2, d) gleby mineralnomurszowe: A0TM1-TM2-TM3-D, e) gleby murszowate: A1M-CG
- Typ 2. Czarne ziemie

a) czarne ziemie właściwe: A0-A1-A1C-CG lub A0-A1-DG, b) czarne ziemie zdegradowane: A0-A1-A1B-CG lub DG, c) czarne ziemie murszowate: A0-AM-CG lub A0-AM-DG
- Klasa X Gleby napływowe (gleby aluwialne i gleby deluwialne)

- Typ 1. Mady rzeczne

a) mady rzeczne właściwe: AC-C lub (A1)C-CG lub DG lub D, b) mady rzeczne próchniczne: A1-A1C-CG lub DG, c) mady rzeczne brunatne: A0-A1-(B)C-C lub D
- Typ 2. Mady morskie (marsze)
- Typ 3. Gleby deluwialne

a) gleby deluwialne właściwe: A1C-C-D, b) gleby deluwialne czarnoziemne: A1-A1C-CG, c) gleby deluwialne brunatne: A0-A1-(B)C-C
- Klasa XI Gleby słone

- Typ 1. Sołonczaki

a) sołonczaki wewnętrzne: Ap-Bcn(sa)-Csa, (G), ca, b) sołonczaki powierzchniowe: Asa-Aa, sa-Bcn, sa(g)-Csa, g, c) sołonczaki glejowe: Asa-Aa, sa-Csa, G
- Klasa XII Gleby kulturoziemne

- Typ 1. Hortisole (gleby ogrodowe)

a) hortisole pobielicowe, b) hortisole pobrunatne, c) hortisole pohydromorficzne, d) hortisole porędzinowe, e) hortisole pomadowe
- Typ 2. Rigosole (gleby regulówkowe)

a) rigosole pobielicowe, b) rigosole pobrunatne, c) rigosole pohydromorficzne, d) rigosole pomadowe, e) rigosole poglejowe
- Klasa X Gleby industroziemne

- Grupa 1. Gleby ukształtowane przez gospodarkę przemysłową
- Grupa 2. Gleby zmienione w wyniku gospodarki przemysłowej

Oznaczenia głównych poziomów genetycznych: A0 — poziom ściółki, A1 — poziom akumulacyjny (próchniczny), A2 — poziom wymywania (gl. bielicowe), A3 — poziom przemywania (gl. płowe), В — poziom wmywania, (B) — poziom brunatnienia, С — skała macierzysta, D — podłoże, G — poziom glejowy (gruntowoglejowy), g — poziom oglejenia odgórnego (pseudoglejowy), M — poziom murszowy, R — poziom czerwony, T — poziom torfowy, Gt — poziom gytiowy, Mł — poziom mułowy.
Skały macierzyste gleb:
A. Skały magmowe: 1. Skały magmowe głębinowe: 1.1 granity, 1.2 sjenity, 1.3 dioryty, 1.4 gabra; 2. Skały magmowe wylewne: 2.1 trachity, 2.2 andezyty, 2.3 bazalty; 3. Skały magmowe żyłowe: 3.1 pegmatyty, 3.2 diabazy.
B. Skały osadowe: 1. Skały osadowe okruchowe (klastyczne): 1.1 skały osadowe okruchowe luźne: 1.1.1 gruzy, 1.1.2 żwiry (zwałowe, wodnego pochodzenia), 1.1.3 piaski (piaski zwałowe, wodnolodowcowe, aluwialne starych tarasów akumulacyjnych, aluwialne, wydmowe, morskie), 1.1.4 gliny (gliny zwałowe), 1.1.5 iły (iły lodowcowe, rzeczne, jeziorne, morskie, lagunowe), 1.1.6 utwory pyłowe różnej genezy (pyły eoliczne, wodnego pochodzenia, peryglacjalne), 1.1.7 lessy, 1.1.8 naszory kamieniste i żwirowe; 1.2 Osady okruchowe scementowane: 1.2.1 brekcje i zlepieńce, 1.2.2 piaskowce (piaskowce kwarcowe, arkozy, szarogłazy), 1.2.3 iłowce i łupki ilaste; 2. Skały osadowe organogeniczne i chemiczne: 2.1 Wapienie, dolomity i margle różnych formacji geologicznych: 2.1.1 wapienie, 2.1.2 wapienie margliste, 2.1.3 dolomity, 2.1.4 margle dolomitowe, 2.1.5 margle wapienne; 2.2 Torfy i węgle brunatne: 2.2.1 torfy torfowisk niskich, 2.2.2 torfy torfowisk wysokich, 2.2.3 torfy torfowisk przejściowych, 2.2.4 węgle brunatne; 2.3 Skały krzemionkowe (gejzeryty, radiolaryty, spongiolity, gezy i opoki lekkie); 2.4 Gipsy i anhydryty.
C. Skały przeobrażone (metamorficzne): 1. Gnejsy, 2. Amfibolity, 3. Marmury, 4. Łupki krystaliczne.
Pokrywy peryglacjalne (powstałe w późnym plejstocenie) składają się z warstw pokrywowych: warstwy podstawowej, głównej i pokrywającej. Znajomość pokryw peryglacjalnych może wspomóc interpretację profilu glebowego.

## Pierwsze i drugie wydanie systematyki z 1956 r. i z 1959 r.
Jest to pierwsza polska przyrodniczo-genetyczna klasyfikacja gleb, opierająca się na rosyjskiej/radzieckiej szkole geograficzno-genetycznej, rozpatrująca glebę jako efekt działania procesów glebotwórczych. Pomiędzy pierwszym a drugim wydaniem nie ma zasadniczych różnic.
Wyróżniono trzy kategorie gleb Polski: 1. gleby uprawne; 2. gleby łąkowo-pastwiskowe; 3. gleby leśne, przy czym zaznaczono, że sgP odnosi się głównie do gleb uprawnych, a gleby łąkowo-pastwiskowe i leśne wymagają dalszych badań. Wyróżniono takie podstawowe jednostki klasyfikacji gleb, jak: 1) typ gleby — stadium rozwojowe gleby, z określonymi biofizykochemicznymi właściwościami, wydzielane przede wszystkim na podstawie wyglądu profilu glebowego; 2) podtyp gleby — wydzielane przy zmianach właściwości lub cech gleby wywołanych przez układ modyfikujących czynników glebotwórczych (innych niż proces dominujący); 3) stopień rozwoju procesu glebotwórczego — opisuje nasilenie właściwości lub cech gleb (słaby, średni lub silny); 4) rodzaj gleby — utwór geologiczny będący skałą macierzystą; 5) gatunek gleby — charakteryzuje uziarnienie (w klasyfikacji określane jako skład mechaniczny) gleby.
Wszystkie gleby zostały ujęte w trzy grupy:
1. Gleby terenów górzystych, z podziałem na: gleby terenów górskich, gleby dolin rzecznych terenów górzystych, gleby kotlin śródgórskich.
2. Gleby terenów równinnych — wyżynnych i nizinnych, z wyjątkiem gleb współczesnych tarasów rzecznych.
3. Gleby współczesnych tarasów rzecznych.

W obrębie gleb terenów górskich i równinnych wyróżniono:
- I. Gleby początkowego stadium rozwojowego — o niewykształconym profilu

A. Utwory nawiewane i rozwiewane
B. Utwory glebowe zmywane i namywane (świeże aluwia, deluwia i koluwia)
C. Utwory glebowe sztucznie odsłonięte (wykopy)
D. Utwory glebowe sztucznych usypisk różnego pochodzenia (np. hałdy)
- II. Rędziny węglanowe i siarczanowe — uprawne — stanowiące grupę typów genetycznych

II1. Rędziny początkowego stadium rozwojowego o niewykształconym profilu.
II2. Rędziny czarnoziemne — uprawne: A1-A/C-C
II3. Rędziny brunatne — uprawne: A1-(B)-C
- III. Czarnoziemy — uprawne

A. Czarnoziemy właściwe — uprawne: A1-A/C-C
B. Czarnoziemy zdegradowane — uprawne: A1-A/B-B-C
- IV. Czarne ziemie — uprawne

A. Czarne ziemie właściwe — uprawne: A1-A/CG-CG
B. Czarne ziemie zdegradowane — uprawne: A1-A/B-BCa-CG
- V. Gleby brunatne — uprawne

A. Gleby brunatne właściwe — uprawne: A1-(B)-C
B. Gleby brunatne zdegradowane — uprawne: A1-A2(B)-C
C. Gleby brunatne kwaśne — uprawne: A1-(B)-C
- VI. Gleby bielicowe — uprawne

A. Gleby bielicowe właściwe — uprawne: A1-A2-B-C
B. Gleby bielicowe oglejone — uprawne: A1-A2-B-G-CG
- VII. Gleby bagienne (błotne)

A. Gleby glejowe (zabagniane)
B. Gleby torfowe
C. Gleby murszowe: A1-CG
Dla gleb terenów górskich wydziela się również gleby halne, nie wydziela się za to czarnoziemów.
Gleby współczesnych tarasów rzecznych dzieli się na:
- I. Mady początkowego stadium rozwojowego o niewykształconym profilu — uprawne
- IV. Mady próchnicze (czarne ziemie) — uprawne: A1-A/C-CG-CD
- V. Mady brunatne (gleby brunatne) — uprawne: A1-(B)-C-D
- VI. Mady zbielicowane (gleby bielicowe) — uprawne: A1-A2-B-C-D

Skały macierzyste gleb (rodzaj gleby) zostały podzielone na:
A. Skały magmowe (ogniowe): 1) głębinowe — np. granit, sjenit; 2) wylewne — np. porfir, andezyt, bazalt; 3) żyłowe — np. pegmatyt
B. Skały osadowe: 1a) mechaniczne (okruchowe, klastyczne) luźne — żwiry, piaski, gliny, iły, pyły wodnego pochodzenia, lessy, osady rzeczne, osady jeziorne i inne; 1b) mechaniczne scementowane — brekcje i zlepieńce, piaskowce, glinowce, pyłowce i iłowce; 2) organogeniczne — wapienie, dolomity i margle oraz torfy torfowisk niskich, wysokich i przejściowych; 3) chemiczne — gips
C. Skały przeobrażone (metamorficzne)
Podział cząstek na frakcje mechaniczne (granulometryczne): A. Części szkieletowe — o średnicy cząstek >1 mm: 1. Kamienie — >20 mm; 2. Żwir — 20-1 mm.; B. Części ziemiste — o średnicy cząstek <1 mm: 1. Piasek — 1,0-0,1 mm; 2. Pył — 0,1-0,01 mm (0,02 mm); Części spławialne (glina fizyczna) — <0,01 mm (0,02 mm).
Podział gleb na grupy mechaniczne (gatunek gleby; aktualnie nie używa się określenia grupy mechaniczne lecz granulometryczne): 1. Utwory kamieniste — zawierające znaczną ilość kamieni; 2. Utwory żwirowe (żwiry) — przeważa frakcja żwiru: a) żwiry piaszczyste b) żwiry gliniaste; 3. Utwory piaszczyste (piaski) — przeważa frakcja piasku, ilość cząstek spławialnych wynosi 0—20%: a) piaski luźne b) piaski słabo gliniaste c) piaski gliniaste; 4. Utwory pyłowe — zawierające >40% części pyłowych i <50% części spławialnych: a) utwory pyłowe zwykłe b) utwory pyłowe ilaste; 5. Utwory gliniaste (gliny) — utwory przeważnie różnoziarniste zawierające >20% części spławialnych: a) gliny lekkie silnie spiaszczone b) gliny lekkie słabo spiaszczone c) gliny średnie d) gliny ciężkie; 6. Utwory ilaste (iły) — utwory zawierające >50% części spławialnych. Utwory zawierające 25—40% części pyłowych nazywa się pylastymi.
W drugiej części klasyfikacji zostały zawarte zasady do tworzenia i znakowania wielkoskalowych map glebowych w skalach 1:1000 i 1:5000 wraz z wykazem jednobarwnych i wielobarwnych znaków dla map glebowych w skalach szczegółowych.

## Zarys klasyfikacji gleb Polski według Sławomira Miklaszewskiego
W okresie międzywojennym oraz po wojnie, do czasu opublikowania pierwszego wydania systematyki gleb Polski w 1956 r., w polskim gleboznawstwie powszechnie był używany oryginalny zarys klasyfikacji (prowizoryczny) gleb Polski według Sławomira Miklaszewskiego. Opierał się on w znacznej mierze na pochodzeniu, składzie granulometrycznym i składzie chemicznym skał macierzystych, lecz także na wyglądzie profilu glebowego.
Gleby obszaru Polski zostały podzielone na trzy zasadnicze działy:
I gleby krzemianowe — składają się głównie z krzemionki i krzemianów, gdzie próchnica nie maskuje całkowicie naturalnej barwy okruchów. Skala barw bardzo duża.
- (gleby bez gliny koloidalnej wyraźnej, gleby grube i różnoziarniste)
- I. Grupa piasków

A. gleby żwirowe
B. gleby piaskowe (1 – głębokie całkowite; 2 – płytkie niecałkowite; 3 – piaski piaskowcowe)
- II. Grupa bielic

A. piaski kwarcowe
B. bielice właściwe
- (gleby bez gliny koloidalnej wyraźnej, gleby równoziarniste)

C. bielice nadrzeczne (pyłowe) (1 – głębokie całkowite; 2 – płytkie niecałkowite)
D. lesso-bielice
- III. Grupa lessów

A. bielico-lessy
B. lessy właściwe (1 – głębokie całkowite; 2 – płytkie niecałkowite)
- IV. Grupa mad

A. mady bez wyraźnej gliny koloidalnej
- (gleby z gliną koloidalną wyraźną, gleby równoziarniste)

B. mady z gliną koloidalną wyraźną
- V. Grupa iłów

A. iły piaskowcowe
B. iły właściwe
- (gleby z gliną koloidalną wyraźną, gleby różnoziarniste)
- VI. Grupa glin

II gleby wapniowcowe — składają się głównie z ziarn wapniowcowych (marmur, wapień, dolomit) lub gipsu i, nieraz znacznej ilości, próchnicy. Charakterystyczne jest występowanie okruchów skał.
- I. Grupa węglanowa

A. gleby marglowe (1 – czyste, czyli całkowite; 2 – nieczyste niecałkowite)
B. gleby wapieniowe
C. gleby marmurowe
D. gleby dolomitowe
- II. Grupa siarczanowa

III gleby próchnicowe — zawierają znaczne ilości próchnicy, która pokrywa ziarna mineralne i maskuje ich barwę. Barwa ciemna, często wręcz czarna. Podłoże rozmaite.
- I. Grupa gleb stepowych i przedtem stepowych

A. czarnoziemy mało zdegradowane
B. bielico-czarnoziemy (wyraźnie zdegradowane),
C. czarnoziemo-bielice (wyraźnie zbielicowane)
- II. Grupa czarnych ziem

A. czarne ziemie
B. cepuchy
C. mursze
D. torfy
Mimo stosowania innych założeń do tworzenia systematyki gleb Polski koncepcje Miklaszewskiego były podstawą, na której rozbudowywało się gleboznawstwo polskie i wywarły na nią pewien wpływ.